# 温根湯神社
温根湯神社（おんねゆじんじゃ）は、北海道北見市留辺蘂町に鎮座する、神社本庁被包括（北海道神社庁網走支部管内）の神社。摂社・末社などは無い。
温根湯温泉街（温根湯温泉郷）一画の山中に位置しており、同温泉街最大のホテルである「大江本家」や、北海道天然記念物に指定されている「エゾムラサキツツジ群落」がある事で知られる「つつじ公園」などが近接している。
平成8年以降、温根湯神社の宮司は留辺蘂神社の宮司が兼務しており（温根湯神社の神事や主要な事務は留辺蘂神社が担当）、温根湯神社の授与品や御朱印も、原則として留辺蘂神社の社務所で授与している。

## 祭神
- 天照大御神（あまてらすおおみかみ）
- 大国主大神（おおくにぬしのおおかみ）
- 大名持大神（おおなむちのおおかみ）
- 少彦名大神（すくなひこなのおおかみ）
- 大山祇大神（おおやまづみのおおかみ）
- 木花之開耶姫神（このはなのさくやひめのかみ）
- 八大龍神（はちだいりゅうじん）

本殿の内陣（神様の鎮まっている部屋）は3座あり、1座目（中央）では、当社創建時からの祭神である天照大御神・大国主大神の2柱を、2座目（向かって右側）では、後に当社に合祀された「温根湯温泉神社」の祭神（大名持大神・少彦名大神の2柱）を、3座目（向かって左側）では、その後更に当社に合祀された「北見総社大山神社」の祭神（大山祇大神・木花之開耶姫神の2柱）と八大龍神をそれぞれ祀っており、これら計3座7柱が「温根湯神社大神」として信仰・崇敬されている。
単に「温根湯神社の神様」という場合、広い意味では上記7柱全ての祭神（温根湯神社で現在祀られている祭神）を指し、狭い意味では、本殿内陣1座目の2柱（温根湯神社創建時から祀られている祭神）のみを指す。なお、諸説あるが一般には、大国主大神と大名持大神は同一神と解釈されることが多い。また八大龍神は、法華経に登場し仏法を守護するとされる八大龍王と同一神とされる。
ちなみに、温根湯神社が神社本庁に届け出ている祭神は天照大御神のみで、合祀した祭神についてはその追加の申請手続きをしていないため、神社本庁の登録データでは、温根湯神社の祭神は現在でも天照大御神1柱のみである。誰でも閲覧可能な北海道神社庁公式サイトのデータベースにおいて、温根湯神社の祭神の項目に天照大御神のみが表示されているのはそのためである。

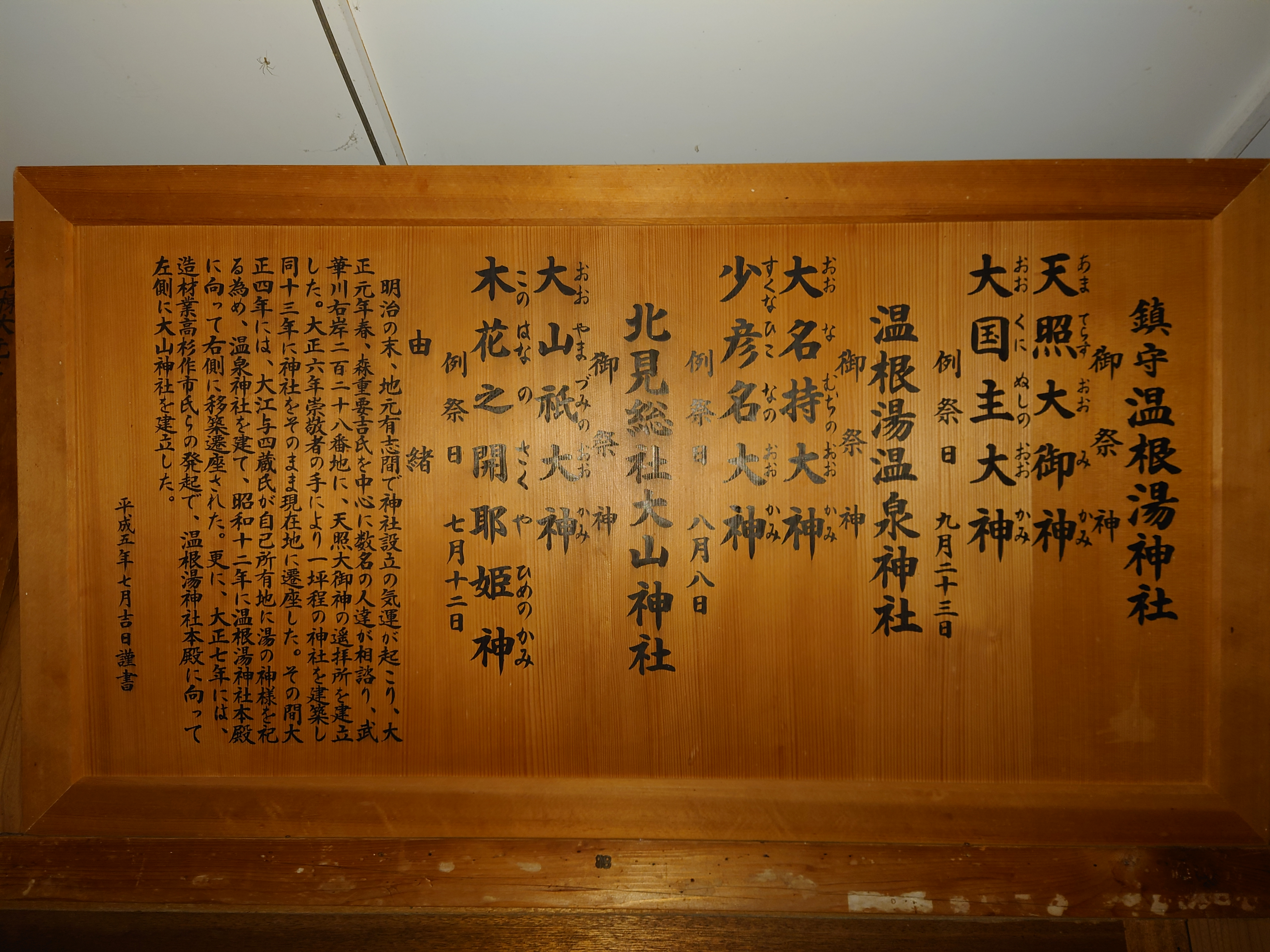
拝殿内に掲げられている祭神・由緒案内板（但し八大龍神合祀前に作られた案内板であるため、八大龍神については記載されていない）
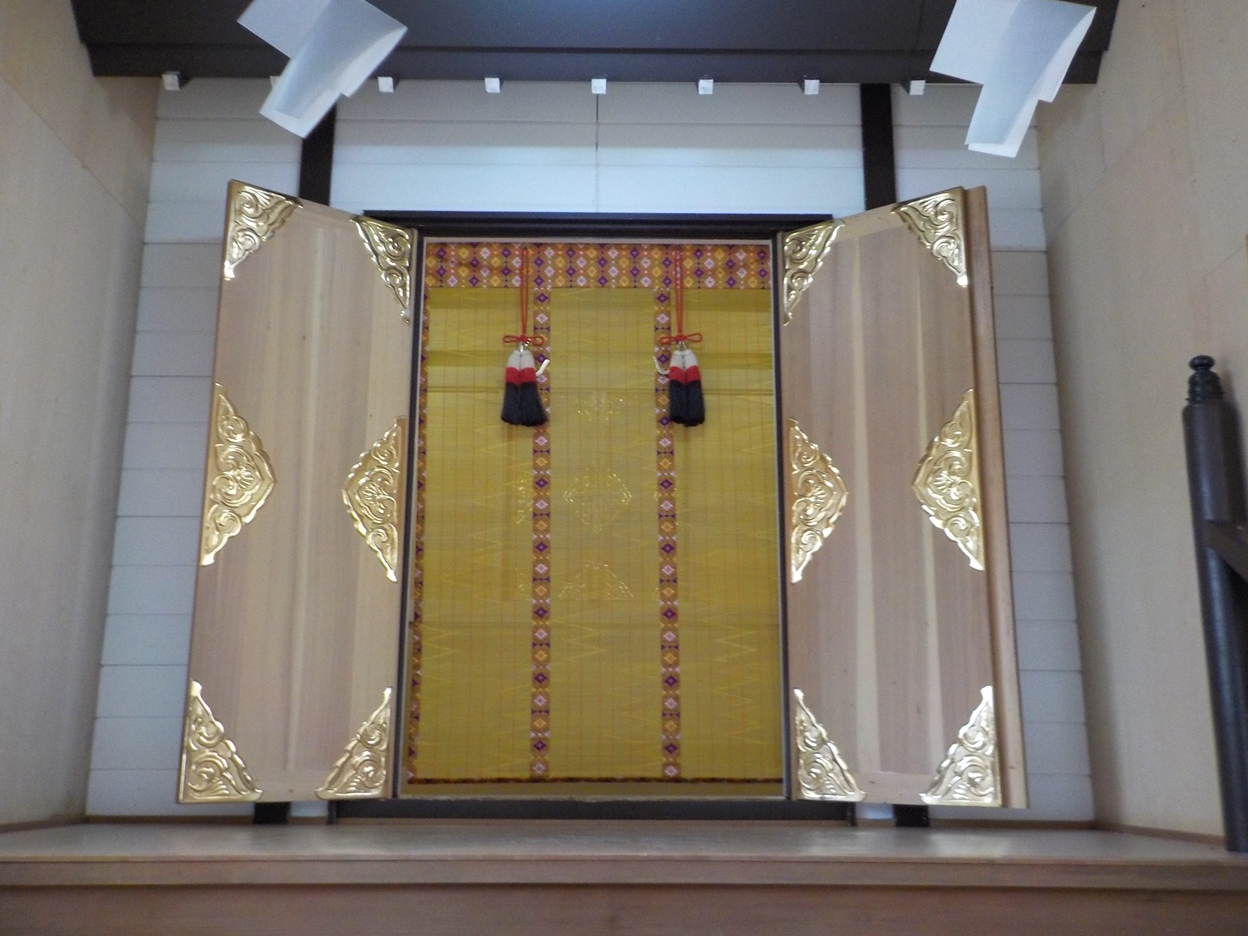
7柱の祭神が鎮まる本殿

## 氏子区域
留辺蘂町（北見市留辺蘂自治区）は、形状としては東西に細長い町域となっているが、その町域のうち8号線（大富地区と昭栄地区の境界となっている道路）以西のほぼ全域が、全て温根湯神社の氏子区域である。これは、昭栄地区から、上川町との境界である石北峠に至るまでの広大な地域で、留辺蘂町全域の3分の2強を占める。
具体的に地区名・住所でいうと、北見市留辺蘂町のうち富士見・厚和・滝の湯・川北・大和・平里・花丘・松山・温根湯温泉・昭栄が、温根湯神社の氏子区域である。
温根湯神社の氏子区域には、人が全く居住も常駐もしていない山林が多く含まれており、また、氏子区域に含まされているいくつかの集落においても過疎化が著しく進行していることなどから、氏子区域の面積こそ広いが世帯数や氏子数については、温根湯神社の本務社である留辺蘂神社よりも少ない。

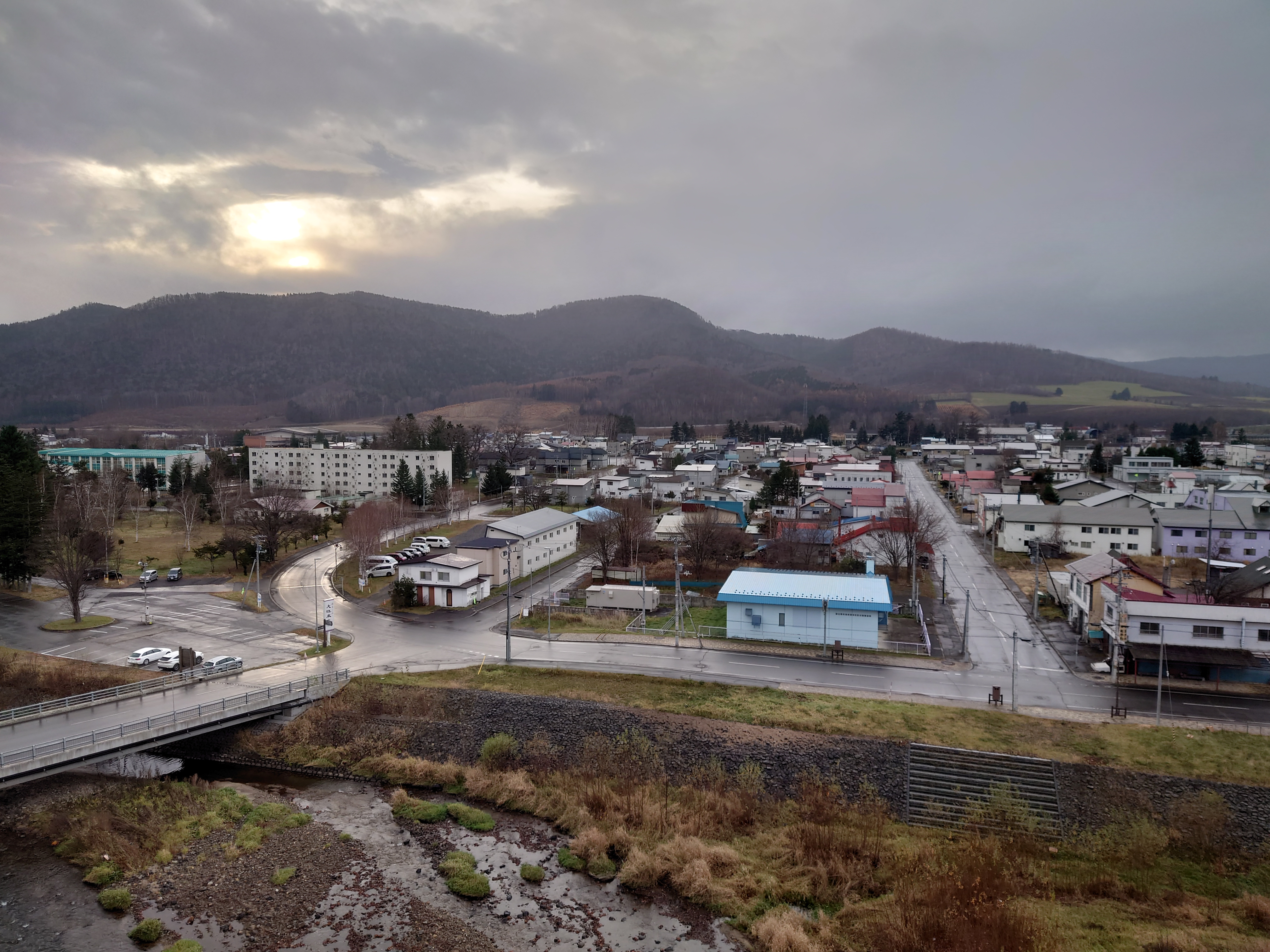
氏子の多数が居住する温根湯温泉街（大江本家の客室から撮影）。ここも過疎化は進んでいるが、温根湯神社氏子区域内では今も依然として最大の集落である。
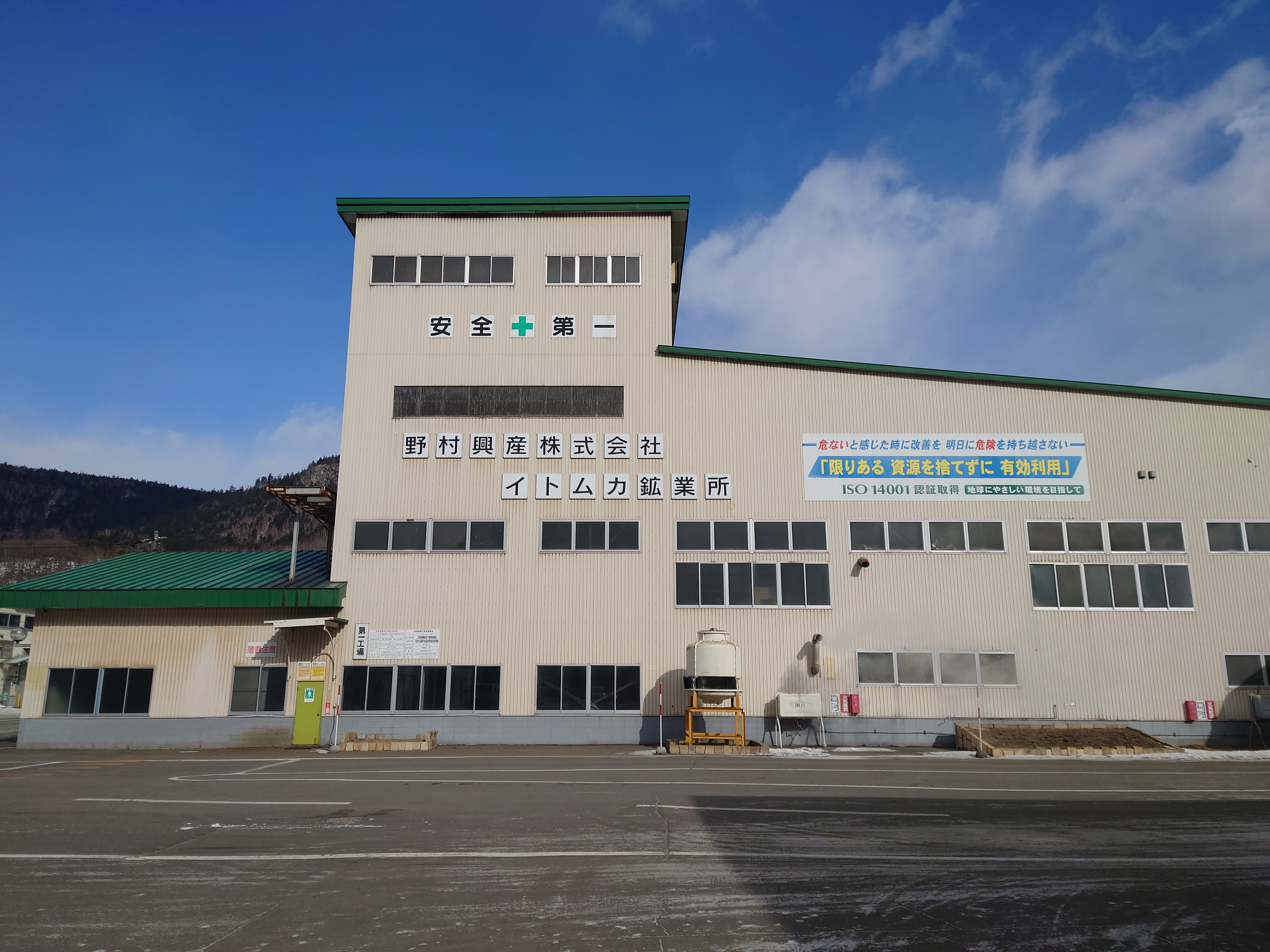
人が居住もしくは常駐している範囲では、氏子区域内で神社から最も遠い場所であるイトムカ鉱山。この鉱山から先は石北峠を下るまで、集落や民家などは現存しない。
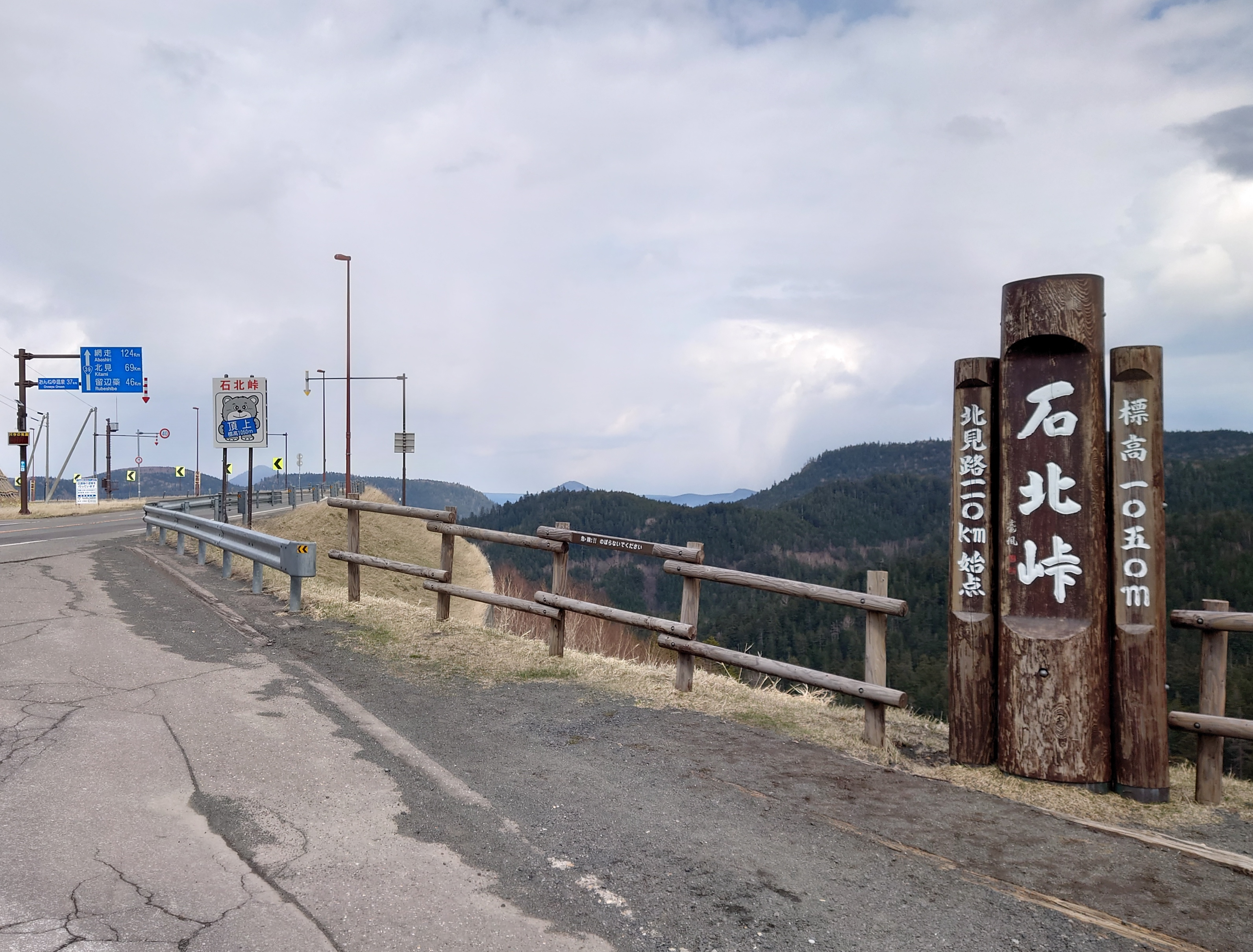
車両で行ける範囲では、氏子区域内で神社から最も遠い場所である石北峠。この峠から先は、上川郡上川町に鎮座する大上川神社の氏子区域となる。

## 由緒・歴史
- 1912年（大正元年）：温根湯温泉街の発展に伴い地元有志間で神社創建の気運が高まり、大江與四蔵・大江佐之助・大江吉之・松田与三郎・東海林芳次郎などにより、武華川右岸228番地（現在の北見市立おんねゆ学園の校庭西側）に天照大御神の遙拝所として標柱が立てられる。これが、温根湯神社創建の起源とされる。
- 1915年（大正4年）：温泉湯元の大江與四蔵が、自分の土地（現在のホテル「大江本家」の敷地の一部）に、「湯の神」として小祠（後の温根湯温泉神社）を創建する。
- 1917年（大正6年）：崇敬者によって約1坪の温根湯神社の神殿が建築され、この頃から初代宮司により、温根湯神社として本格的な祭事が行なわれるようになる。
- 1918年（大正7年）：温根湯温泉街で造材業を営んでいた高杉作市などが、温根湯神社本殿の直ぐ隣に、「林業の神」として野付牛の大山神社から分霊を迎えて神殿（北見総社大山神社）を建てる。
- 1924年（大正13年）：温根湯神社と北見総社大山神社の神殿が高台（現在地）に移築される。
- 1937年（昭和12年）：大江與四蔵が個人的に創建した小祠（温根湯温泉神社）の祭祀が、温根湯温泉街の全温泉業者による共同で行なわれることとなり、温根湯神社本殿の直ぐ隣に移築遷座される。これにより、温根湯神社を中心として、温根湯温泉神社と北見総社大山神社の3社が、同じ地に横一列に並ぶこととなる。
- 1943年（昭和18年）：第2代宮司が就任。
- 1946年（昭和21年）：宗教法人温根湯神社となる。
- 1951年（昭和26年）：参道石段建設工事が竣工。
- 1986年（昭和61年）：第3代宮司が就任。同年、社殿の老朽化に伴い、旧社殿（温根湯神社・温根湯温泉神社・北見総社大山神社3社それぞれの本殿）を解体した上で、同じ地に社殿が新築される。新しい社殿は、本殿・幣殿・拝殿の3棟から成る殿舎で、本殿は1棟にまとめられ、温根湯温泉神社と北見総社大山神社の祭神はその新しい本殿に合祀される。
- 1992年（平成4年）：参道石段再建工事が竣工。
- 1996年（平成8年）：第3代宮司が、温根湯神社の宮司に在任したまま、留辺蘂神社第3代宮司にも就任。同時に神社本庁に対して本務替申請の手続きを行ない、これにより第3代宮司は、留辺蘂神社の本務宮司、温根湯神社の兼務宮司となり、宮司としての常駐神社が温根湯神社から留辺蘂神社に変更される。これ以降、温根湯神社は神職の常駐しない無住神社となる。
- 2006年（平成18年）：北見市・留辺蘂町・端野町・常呂町の1市3町が新設合併し、新生「北見市」が発足する。この合併に伴い、登記上、神社の所在地が「常呂郡留辺蘂町字温根湯456番地」から「北見市留辺蘂町温根湯温泉455番地」に変更となる。
- 2008年（平成20年）：武華村（現 温根湯温泉）開拓者のひとりであった大月真壽一が明治末頃から自邸で祀り始め、以後、その祭祀が同家子孫に受け継がれていた、大月家邸内社の祭神であった八大龍神が、温根湯神社本殿に合祀される。
- 2023年（令和5年）：第4代宮司が就任（第3代宮司と同じく、留辺蘂神社の本務宮司・温根湯神社の兼務宮司となる）。

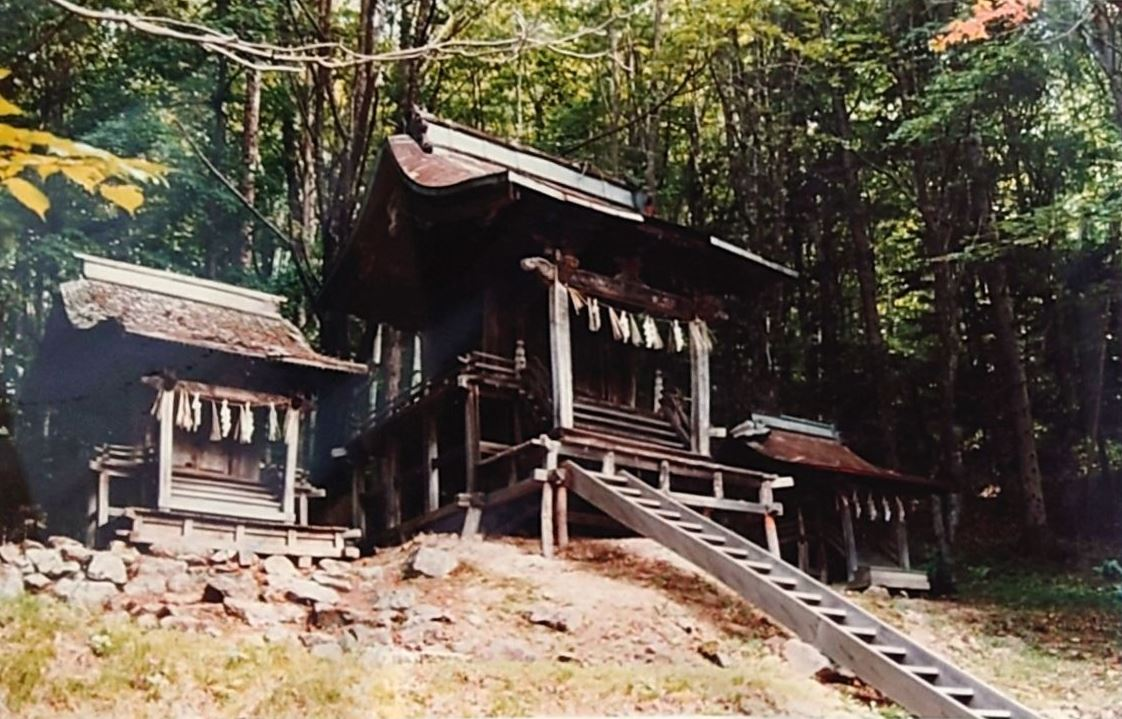
温根湯神社 旧本殿（解体済）
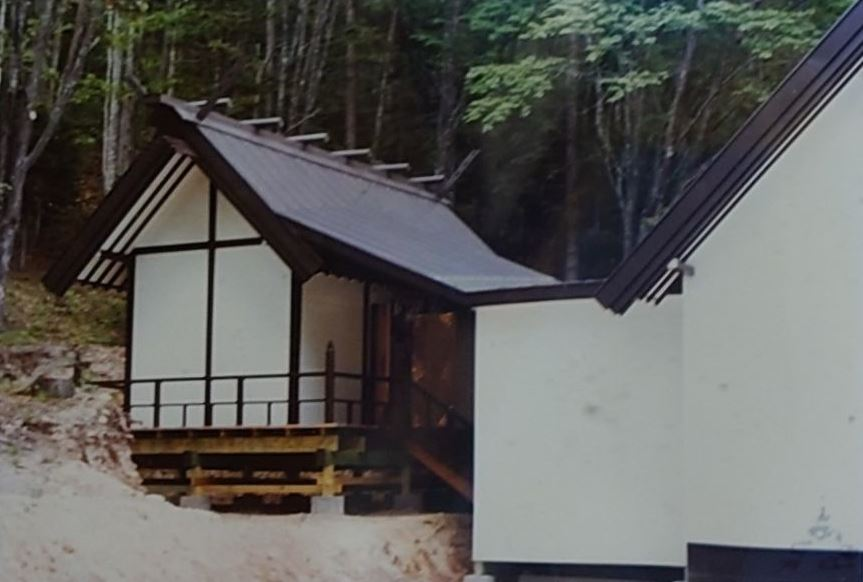
温根湯神社 現本殿（竣工直後）

## 祭事・年中行事
- 1月1日　初詣対応（社務所にて神札・お守り・おみくじ等を授与）
- 1月11 - 13日　どんど焼き対応（預かりのみ）
- 2月初旬　節分福豆授与
- 5月頃　総代会 定期総会
- 6月中旬　春季例大祭
- 7月中旬　北見総社大山神社例大祭
- 8月上旬　【温泉まつり（温根湯温泉神社例大祭）1日目】宵宮祭
- 8月上旬　【温泉まつり（温根湯温泉神社例大祭）2日目】本祭（例祭）、市中渡御（昼の神輿渡御）、川渡御（夜の神輿渡御）、還御祭
- 9月下旬　【秋季例大祭1日目】宵宮祭
- 9月下旬　【秋季例大祭2日目】本祭（例祭）、神輿渡御、還御祭
- 12月1 - 30日頃：翌年の神札セット 氏子各戸訪問頒布

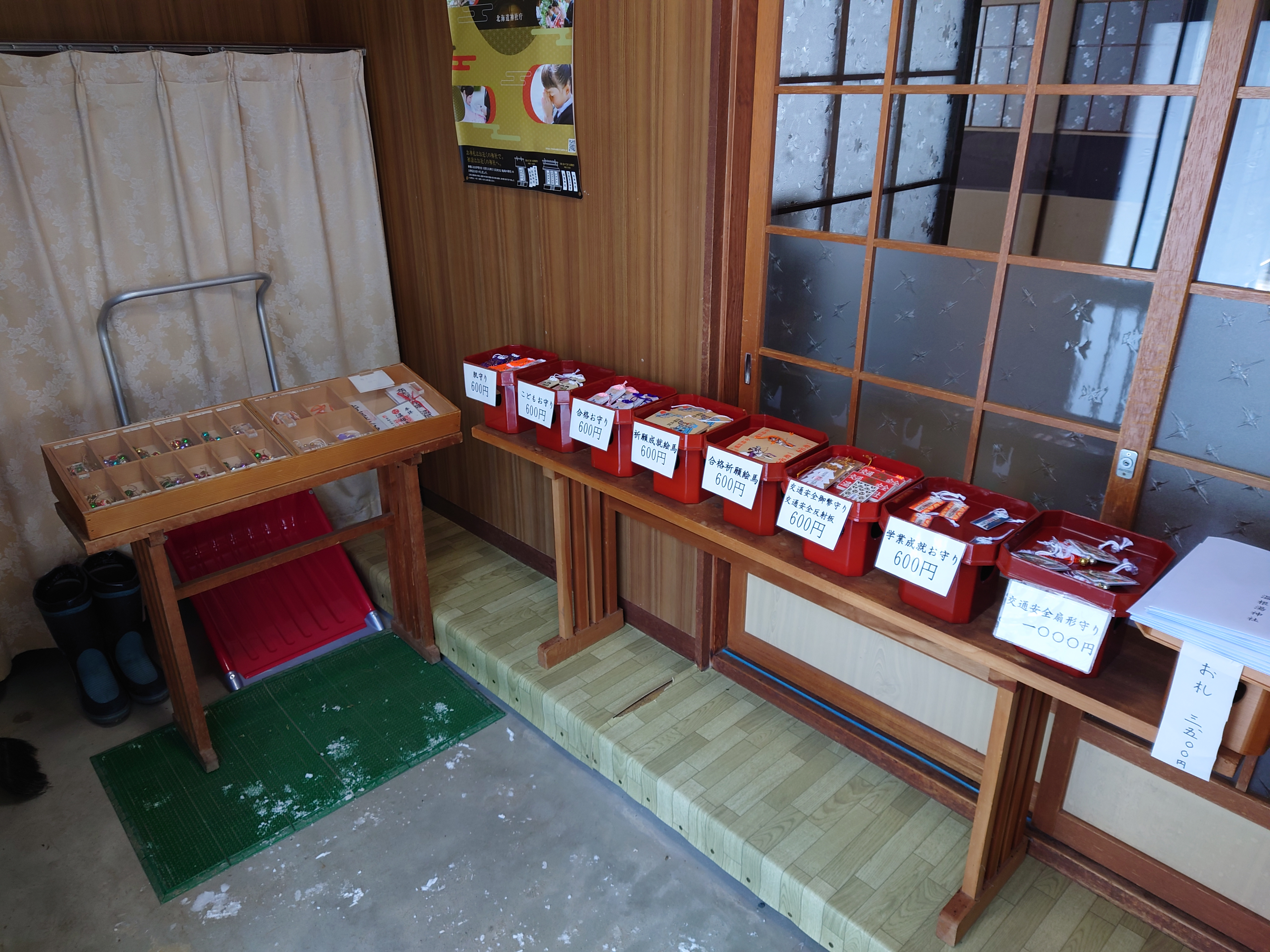
初詣対応（社務所玄関）
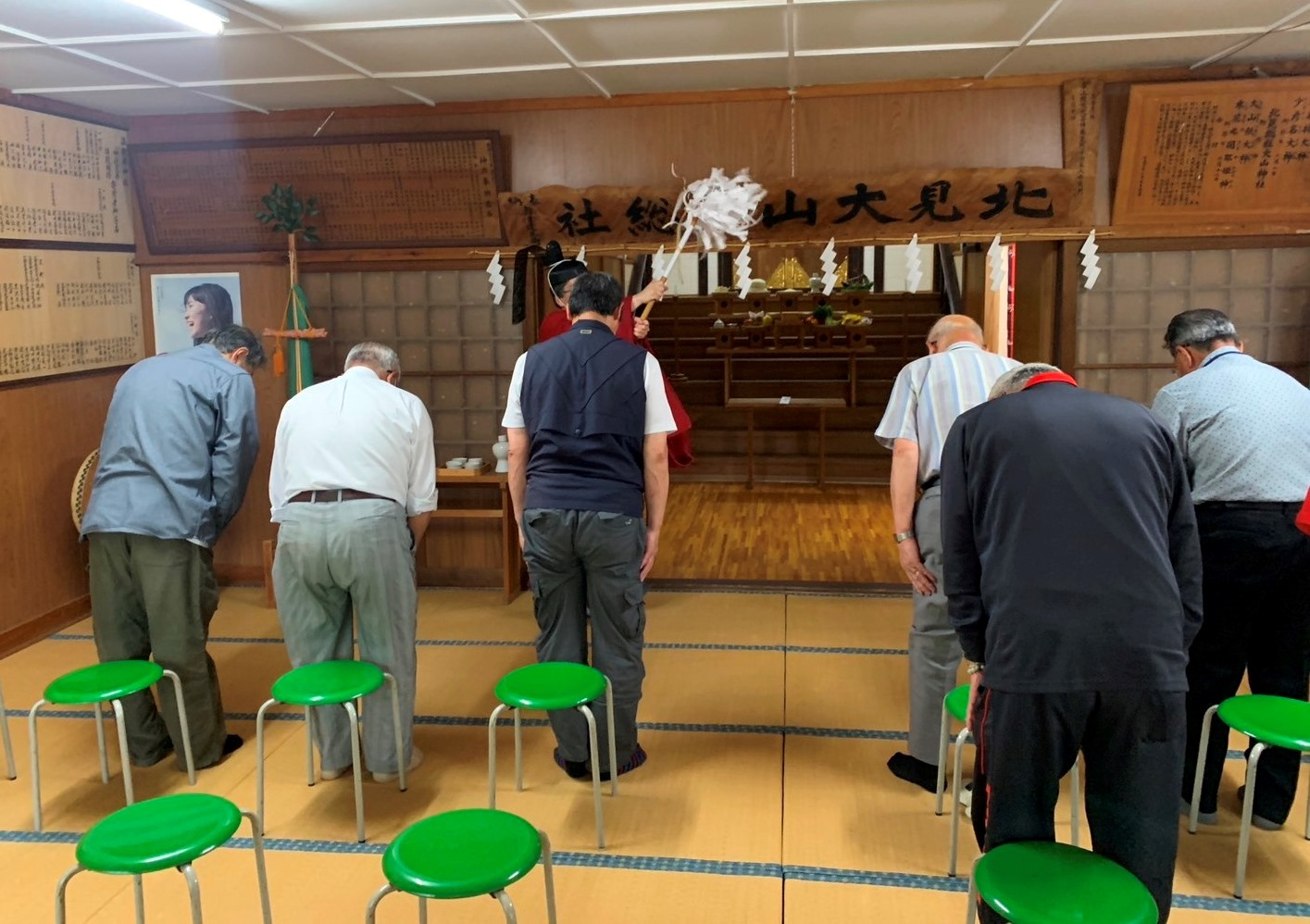
春季例大祭
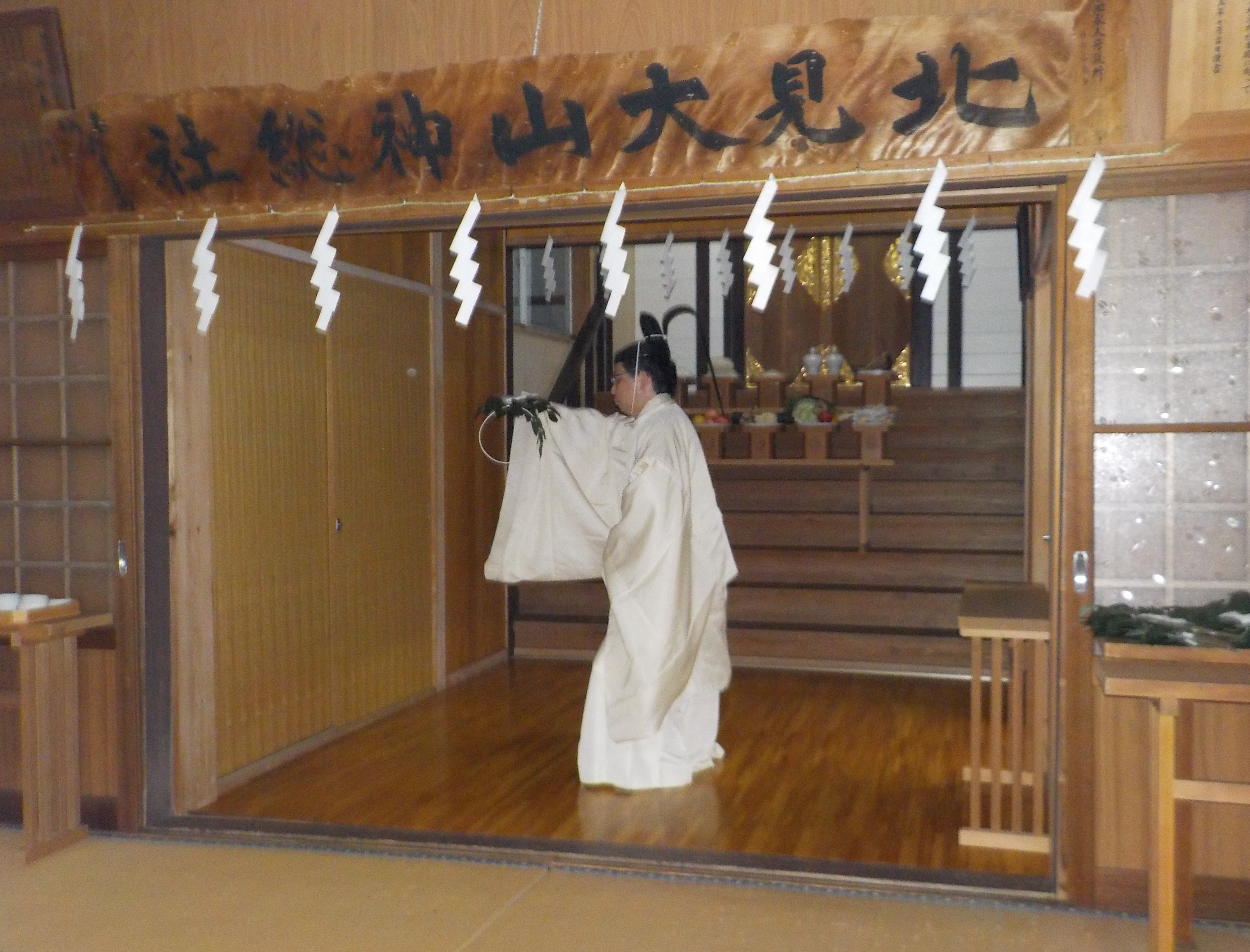
温泉まつり（宵宮祭での朝日舞奉納）
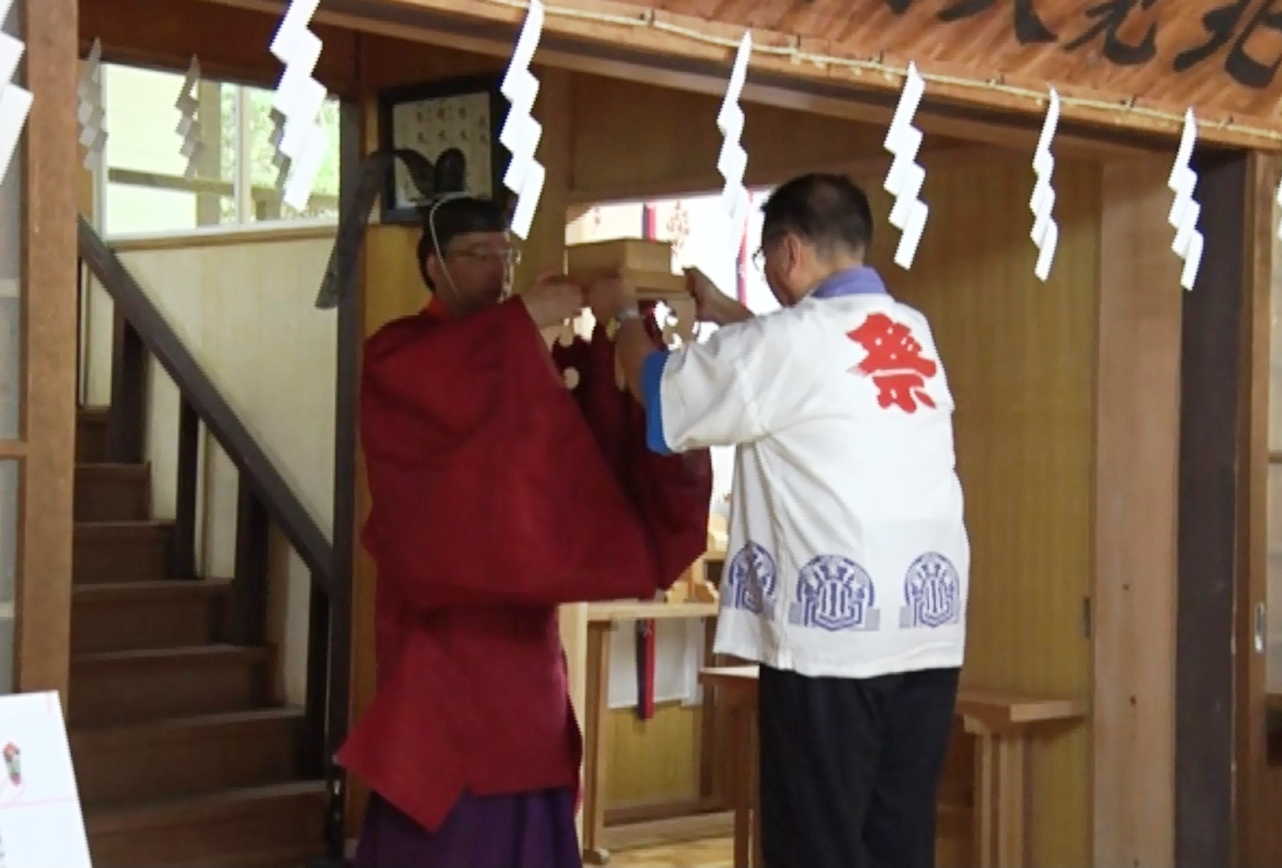
温泉まつり（本祭での献幣）
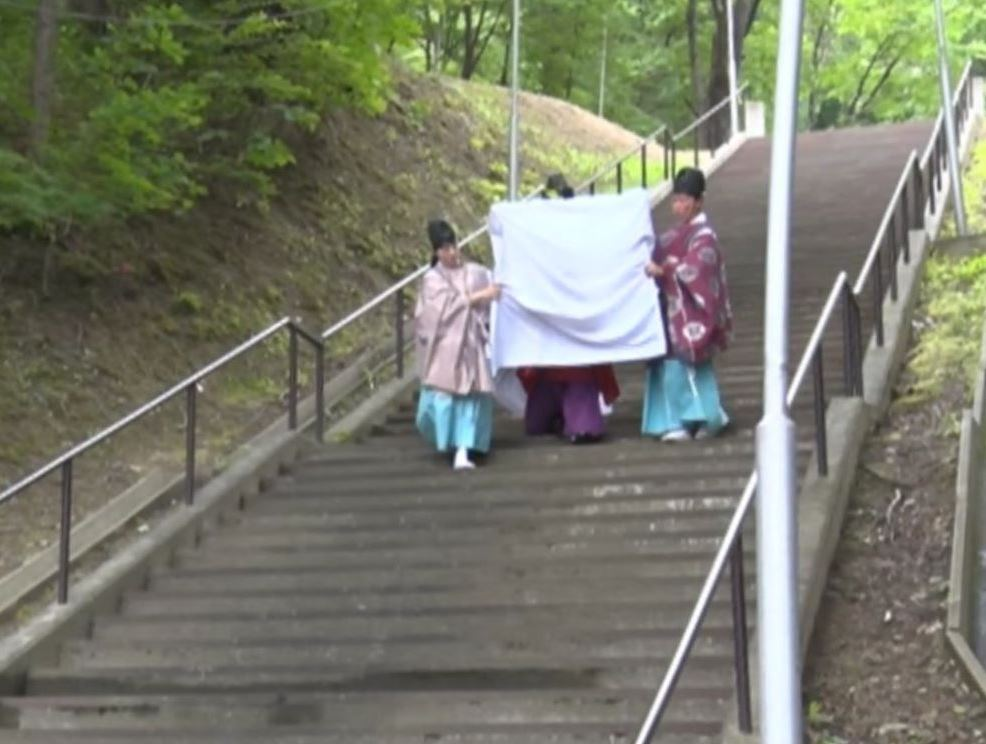
温泉まつり（本殿から御神輿への遷霊）
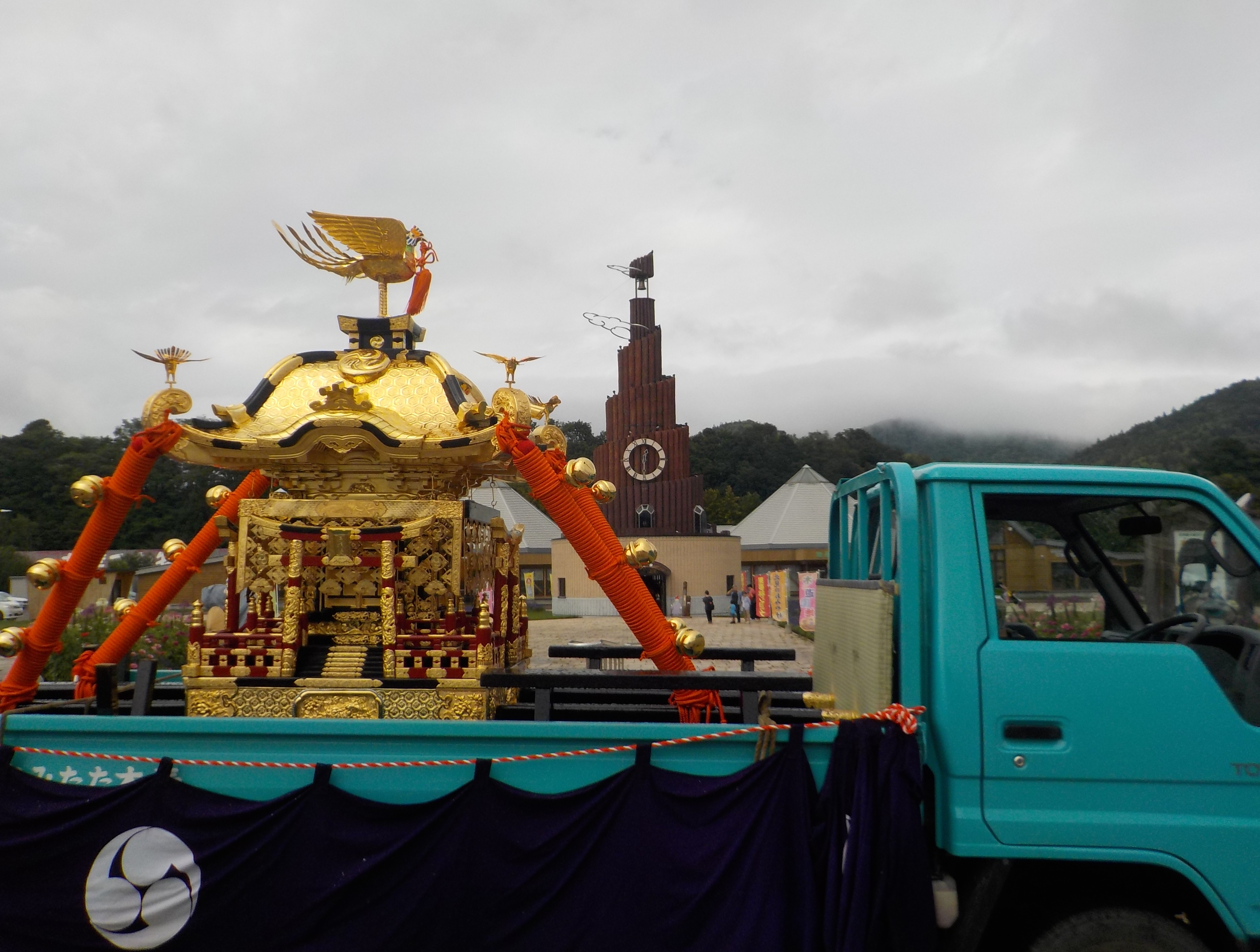
温泉まつり（市中渡御）
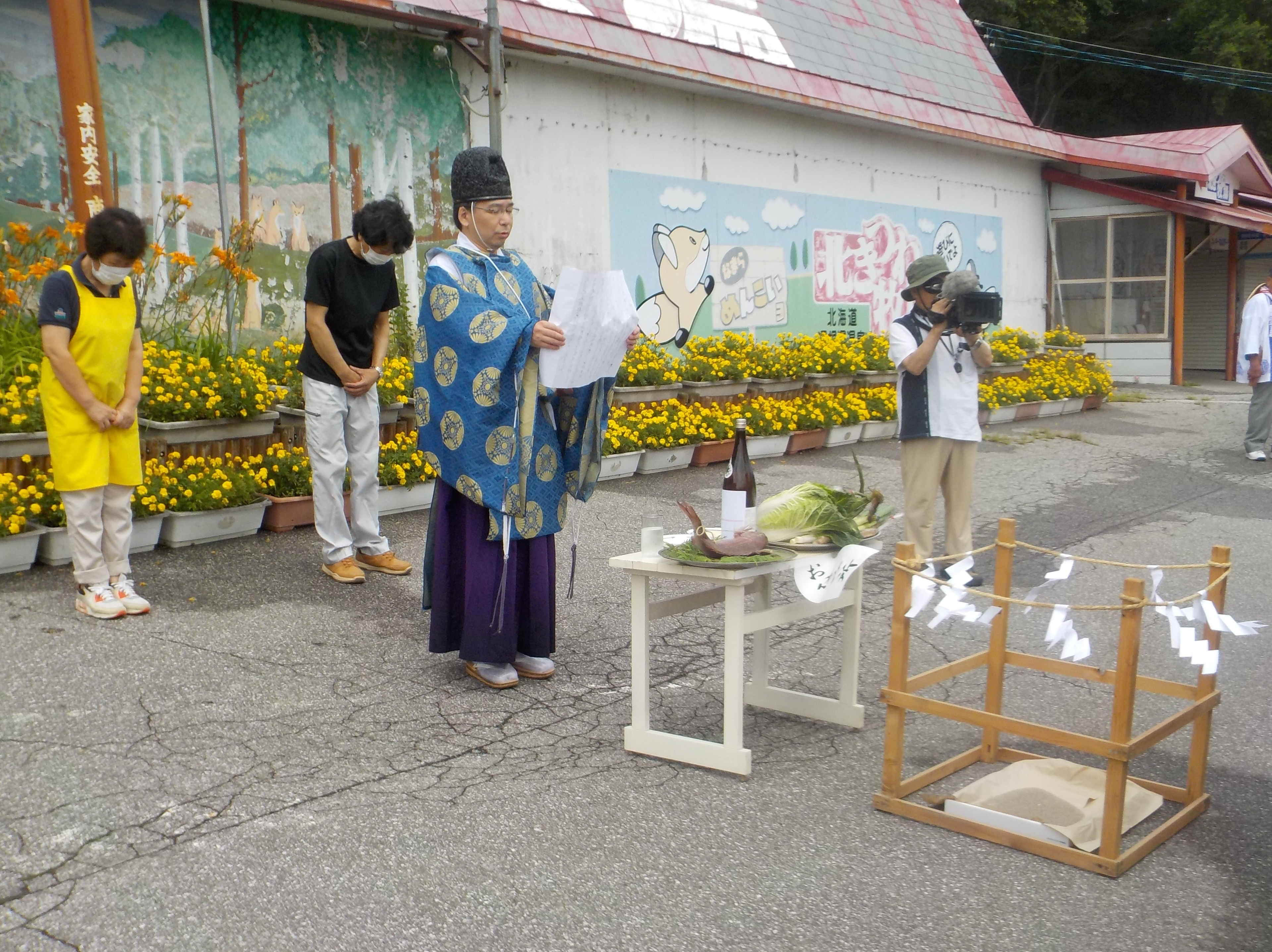
温泉まつり（市中渡御での御旅所祭）
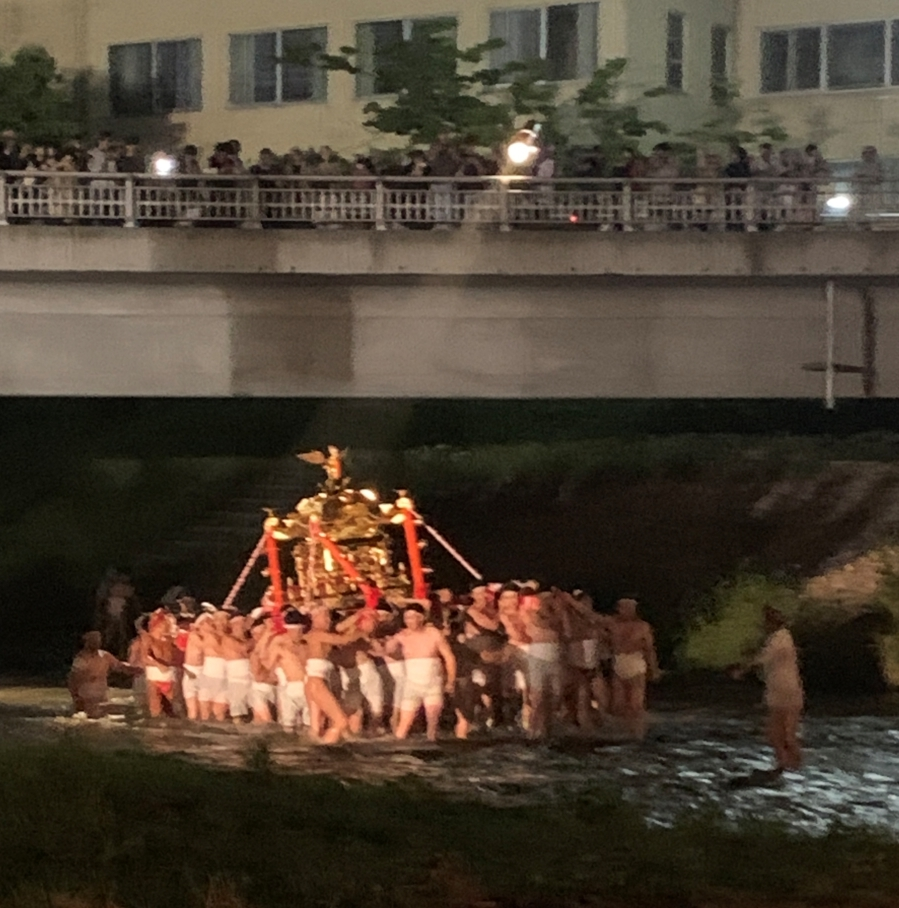
温泉まつり（夜の川渡御）
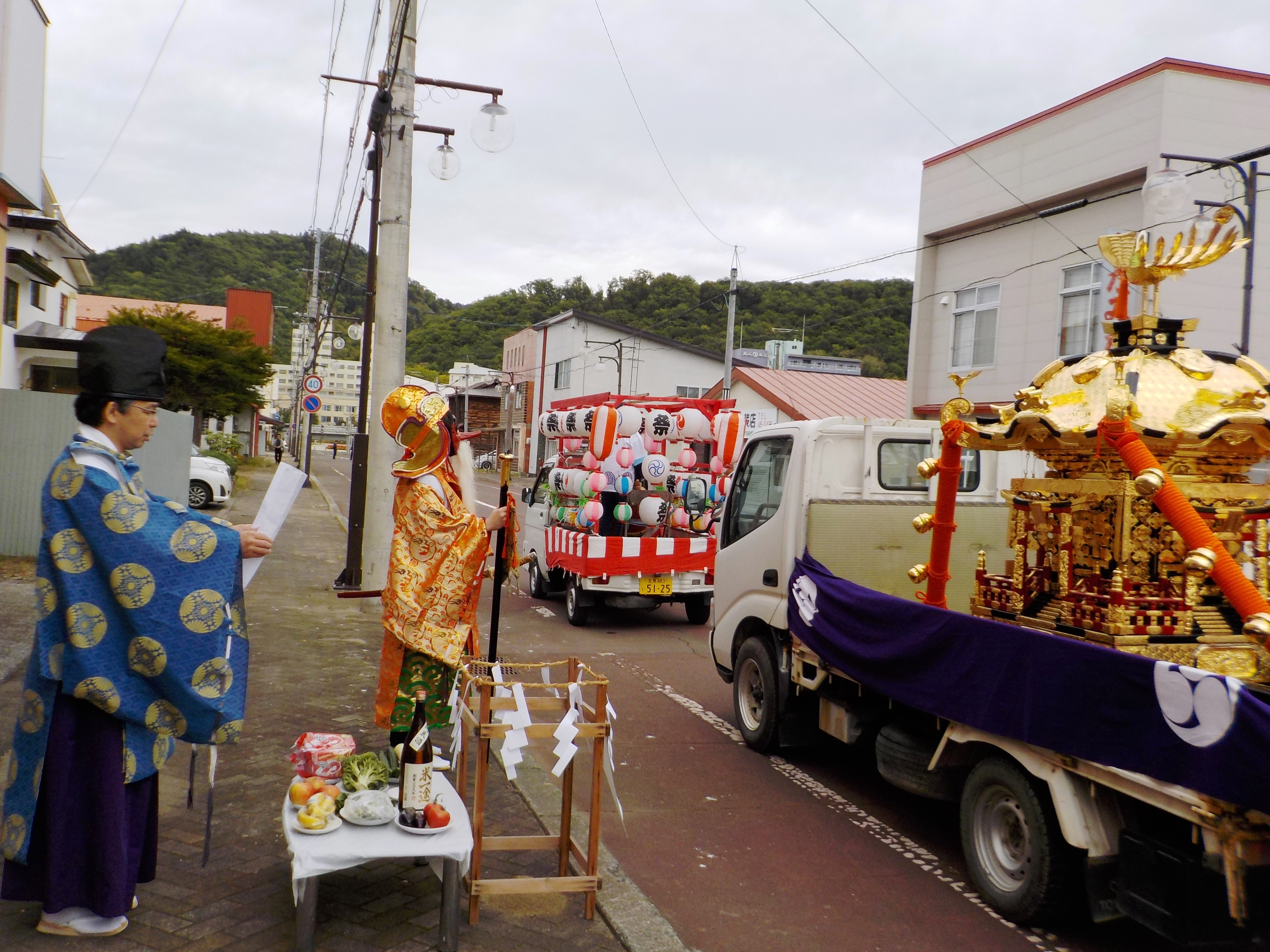
秋季例大祭（市中渡御での御旅所祭）
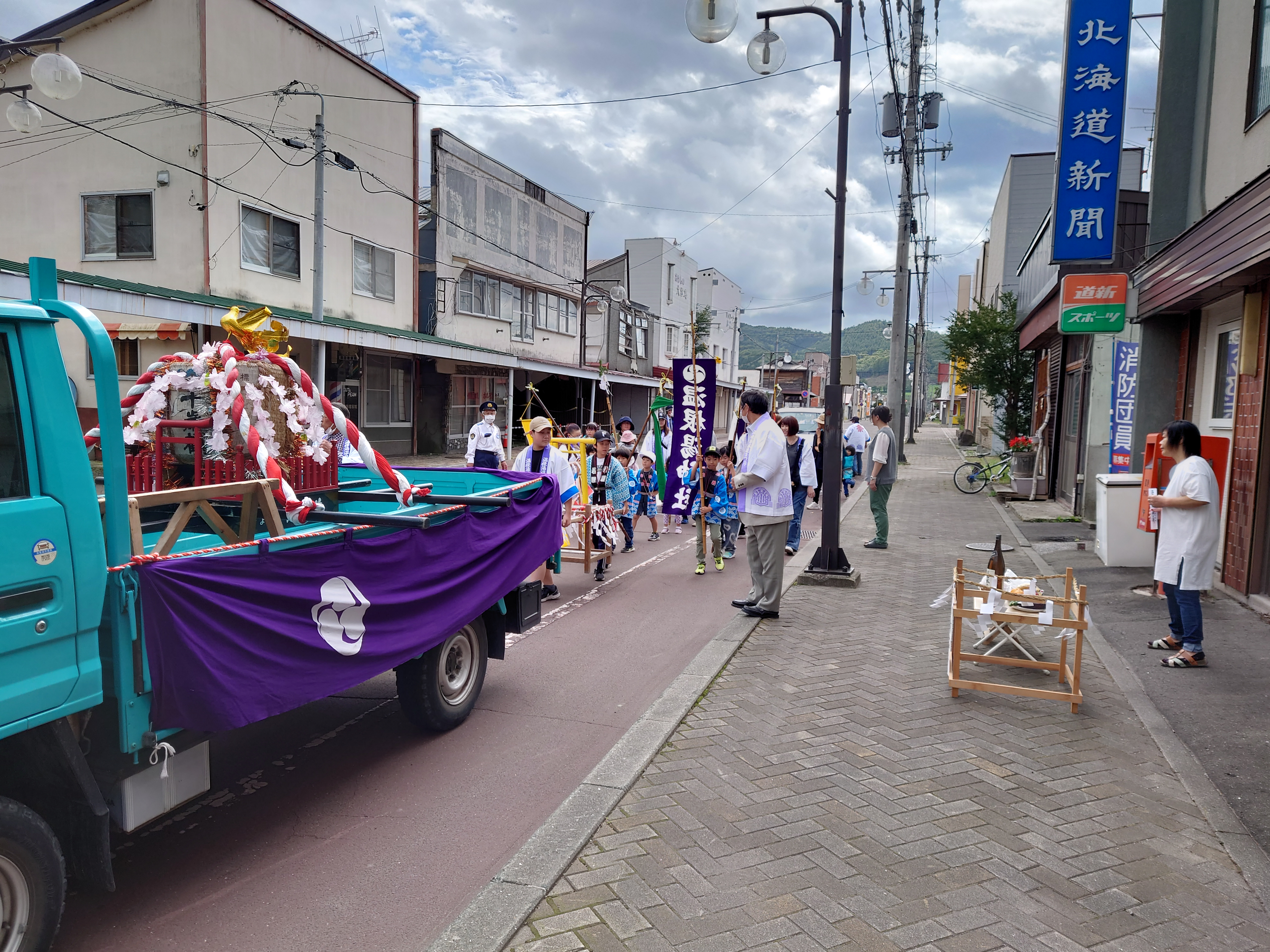
秋季例大祭（子供神輿 渡御）

## 境内の施設

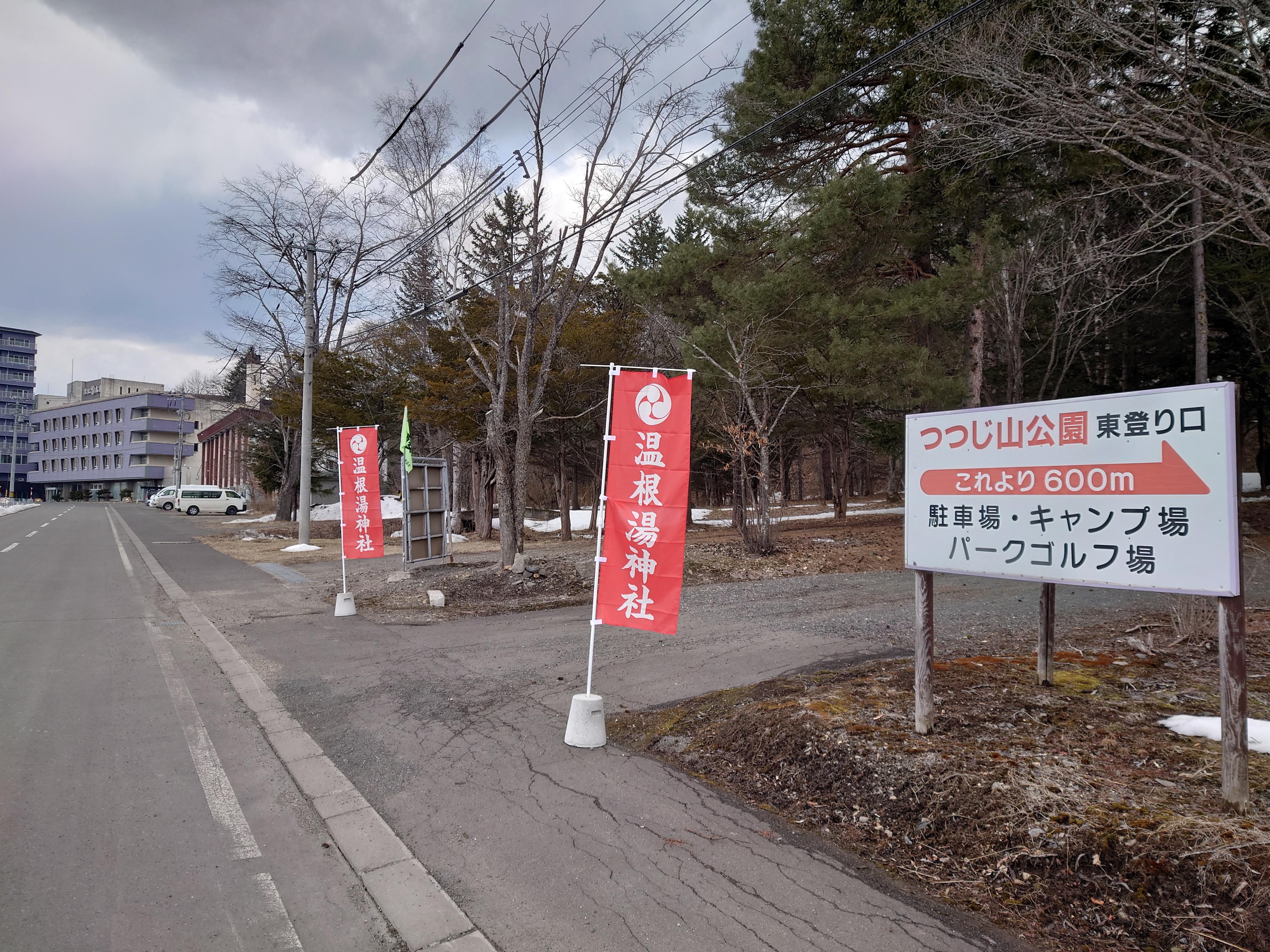
温根湯神社 参道出入口
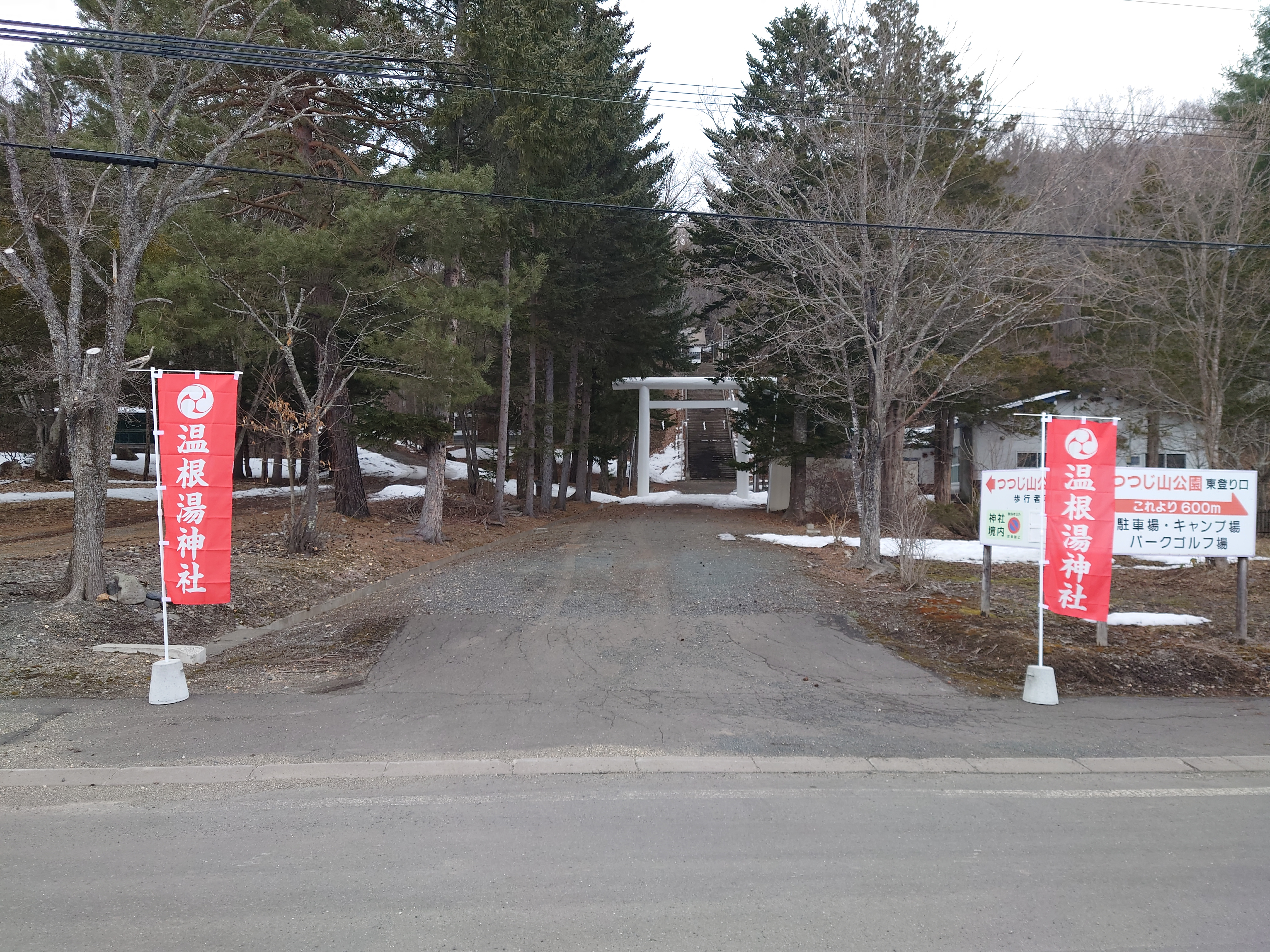
温根湯神社 参道出入口
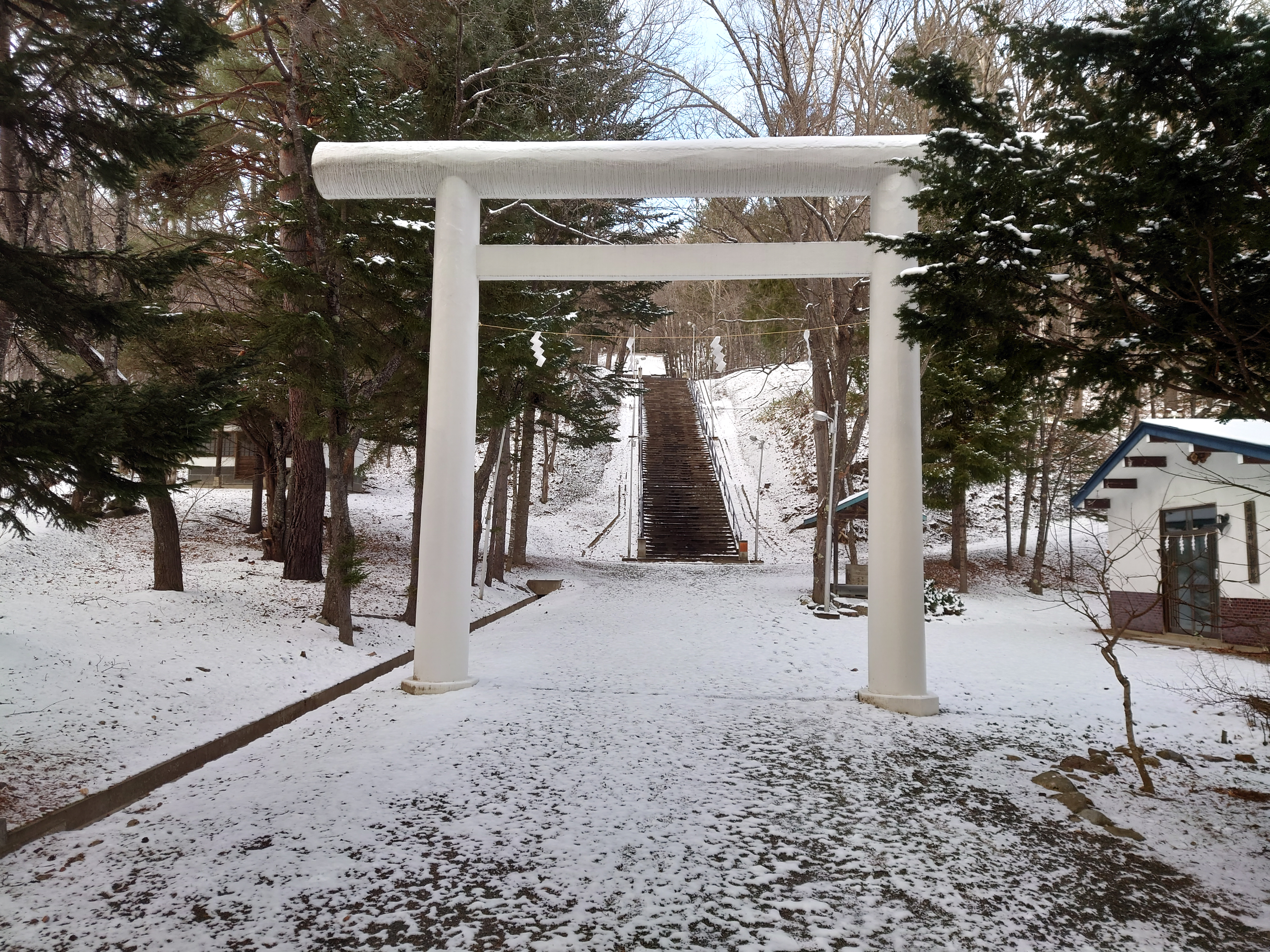
温根湯神社 鳥居
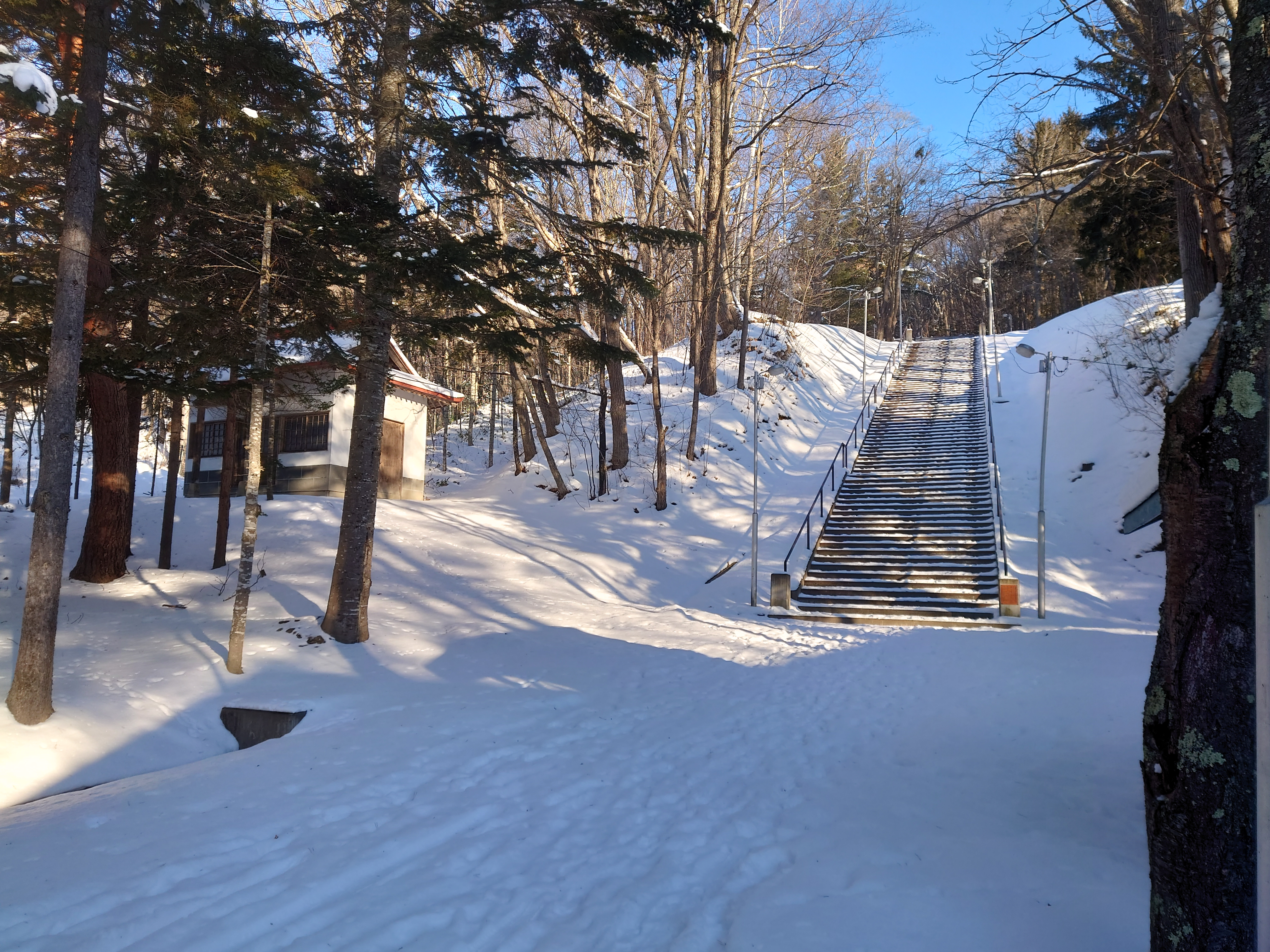
温根湯神社 石段・神輿殿
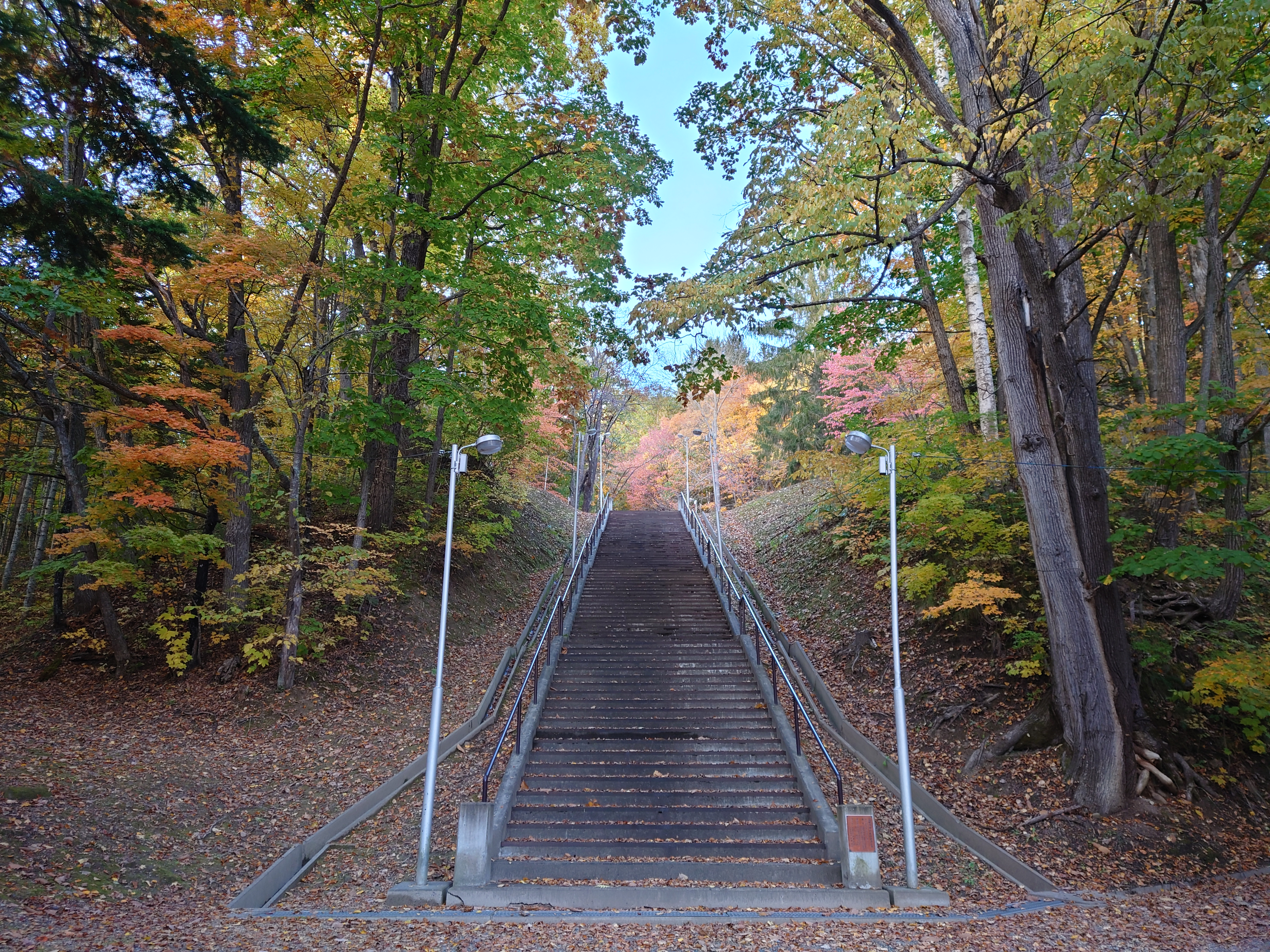
温根湯神社 石段
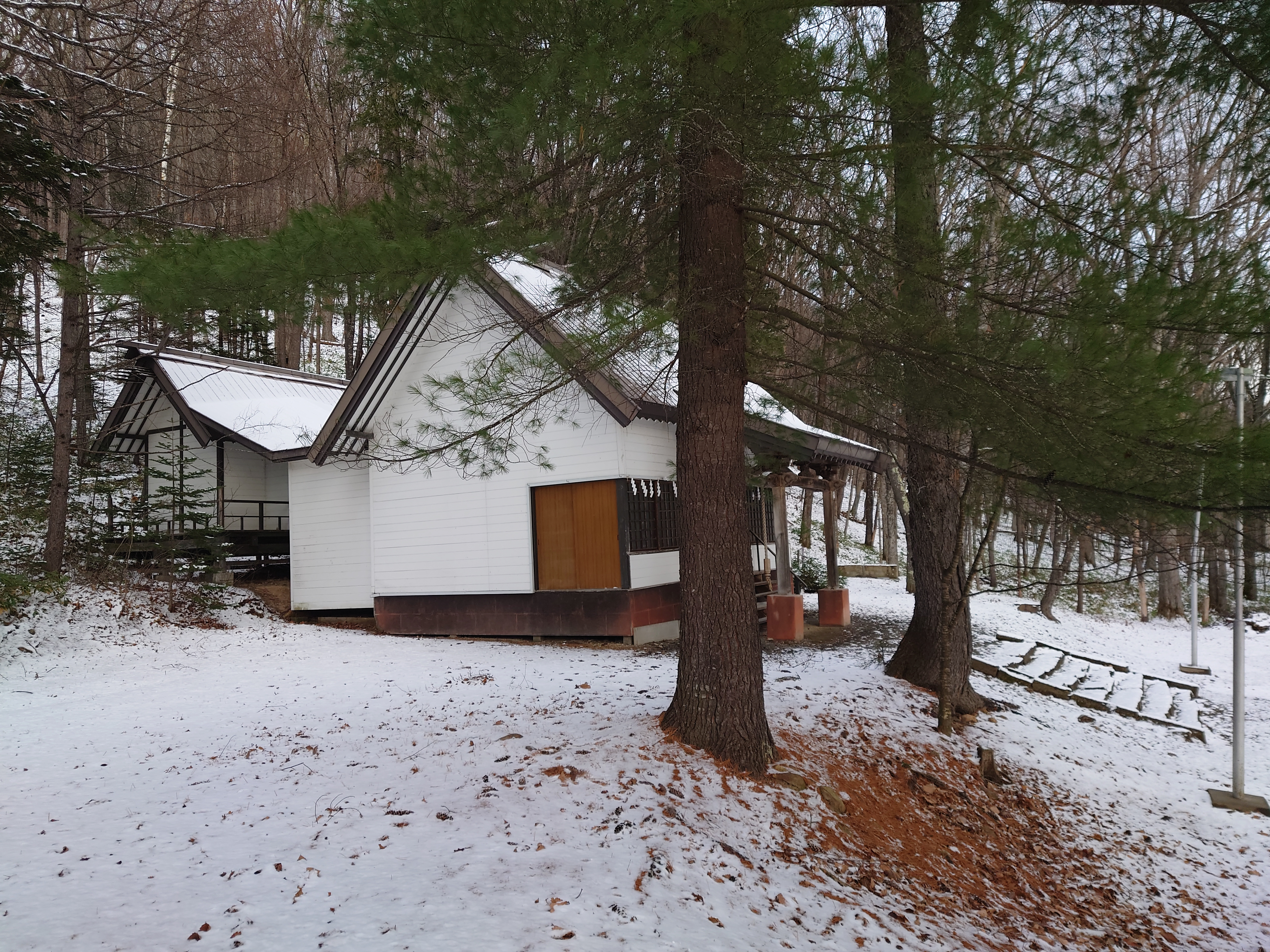
温根湯神社 社殿（右側手前から左側奥に向かって拝殿・幣殿・本殿）
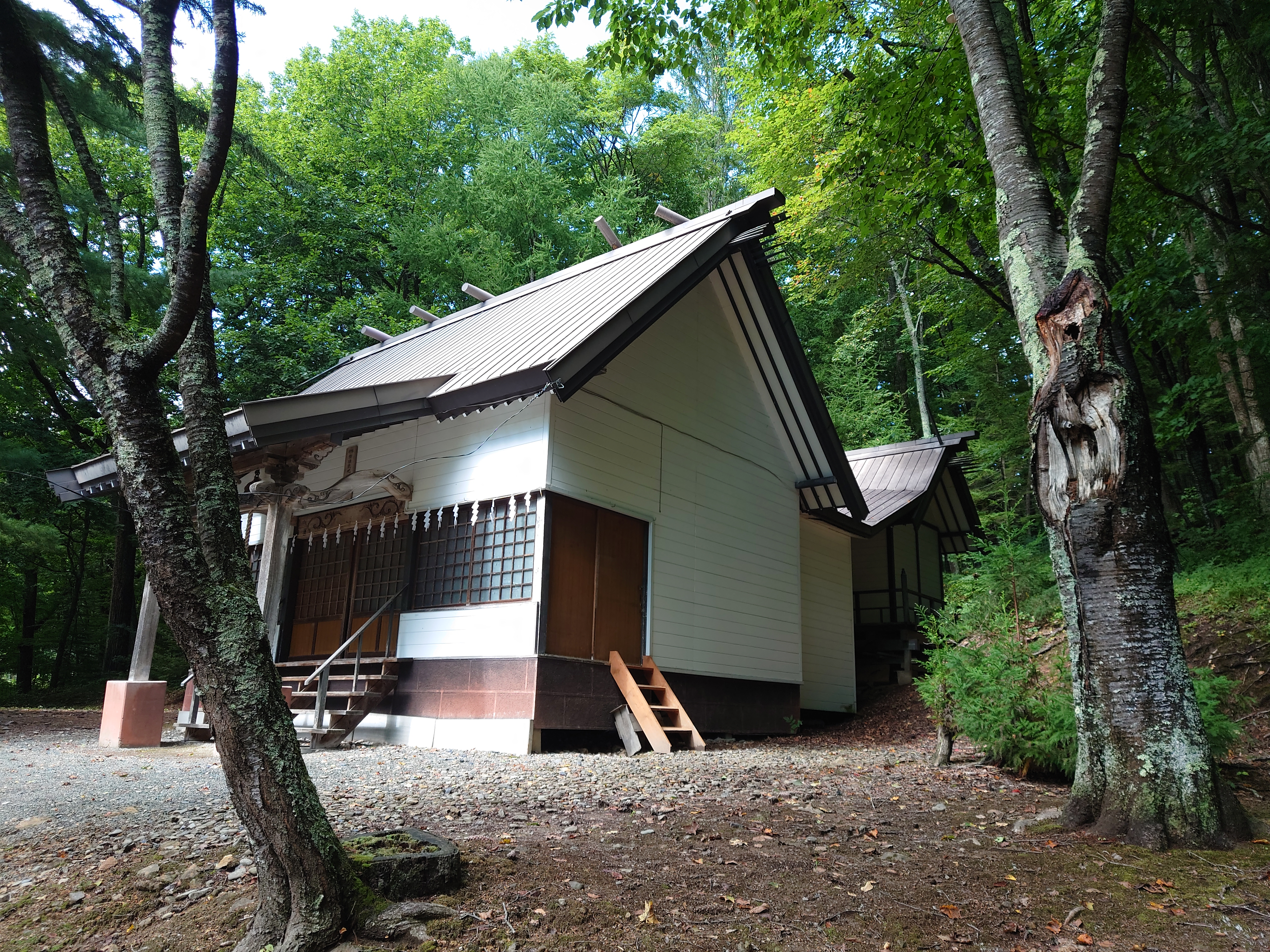
温根湯神社 社殿（左側手前から右側奥に向かって拝殿・幣殿・本殿）
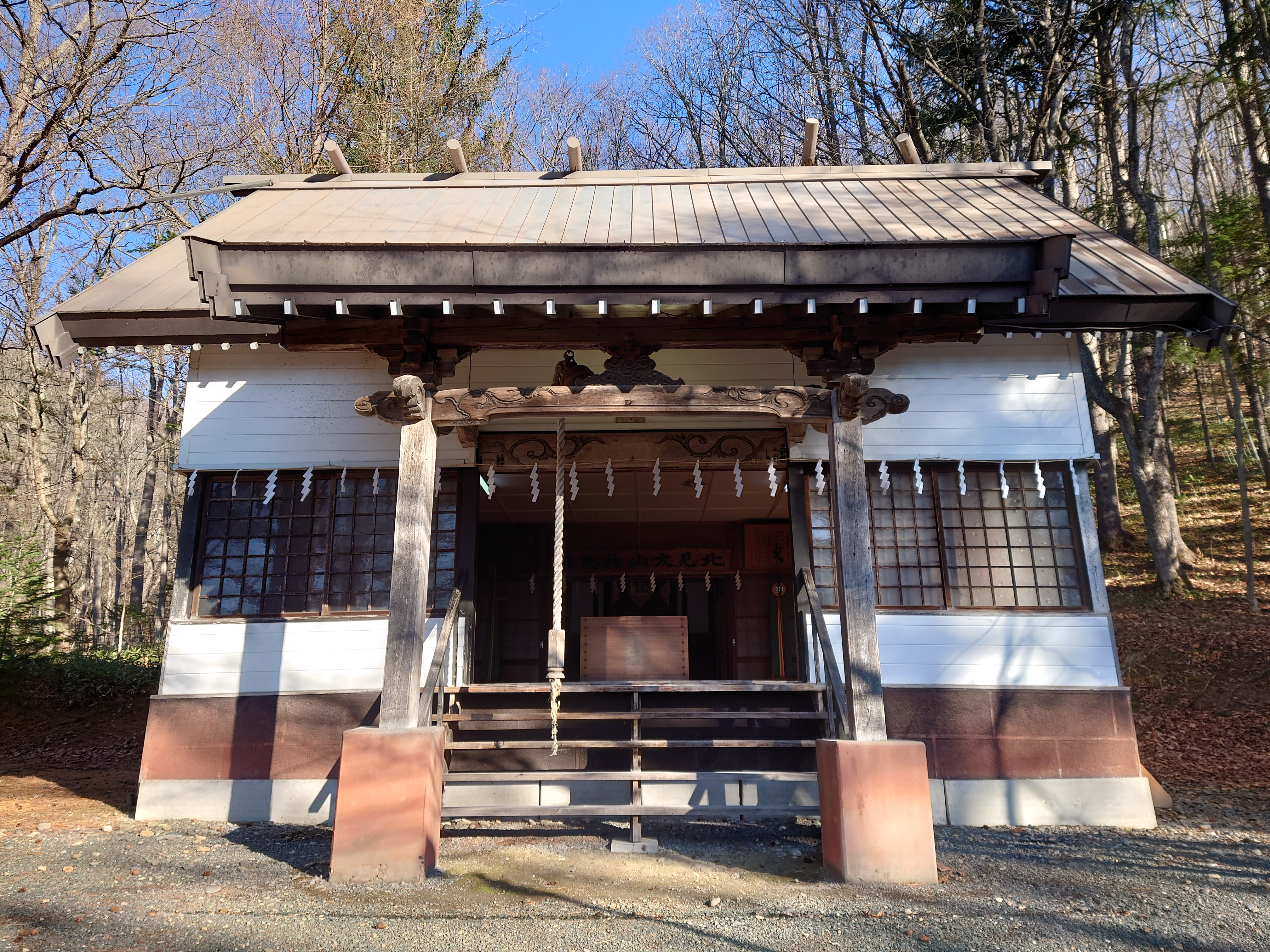
温根湯神社 拝殿正面
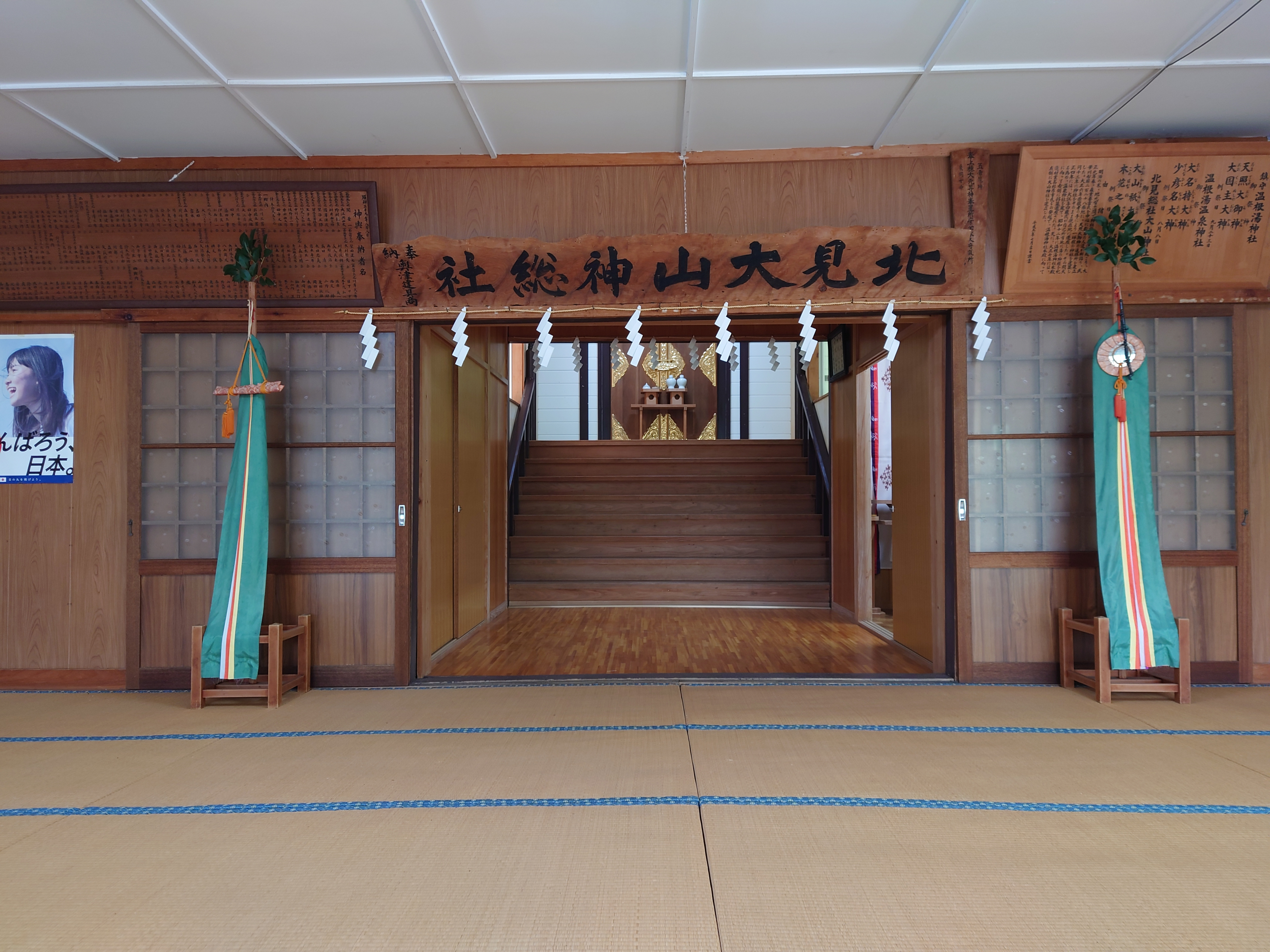
温根湯神社 拝殿内
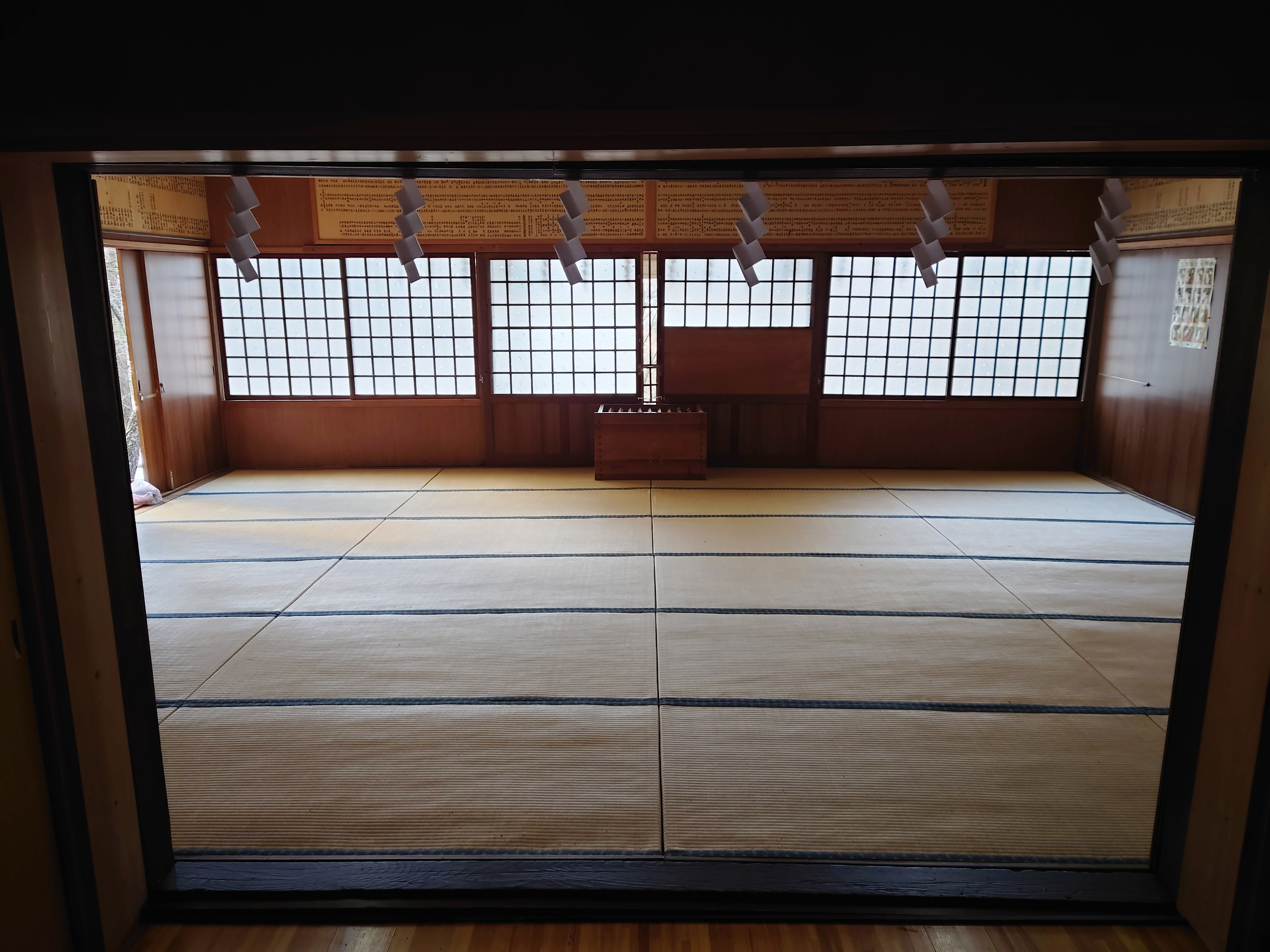
温根湯神社 拝殿内
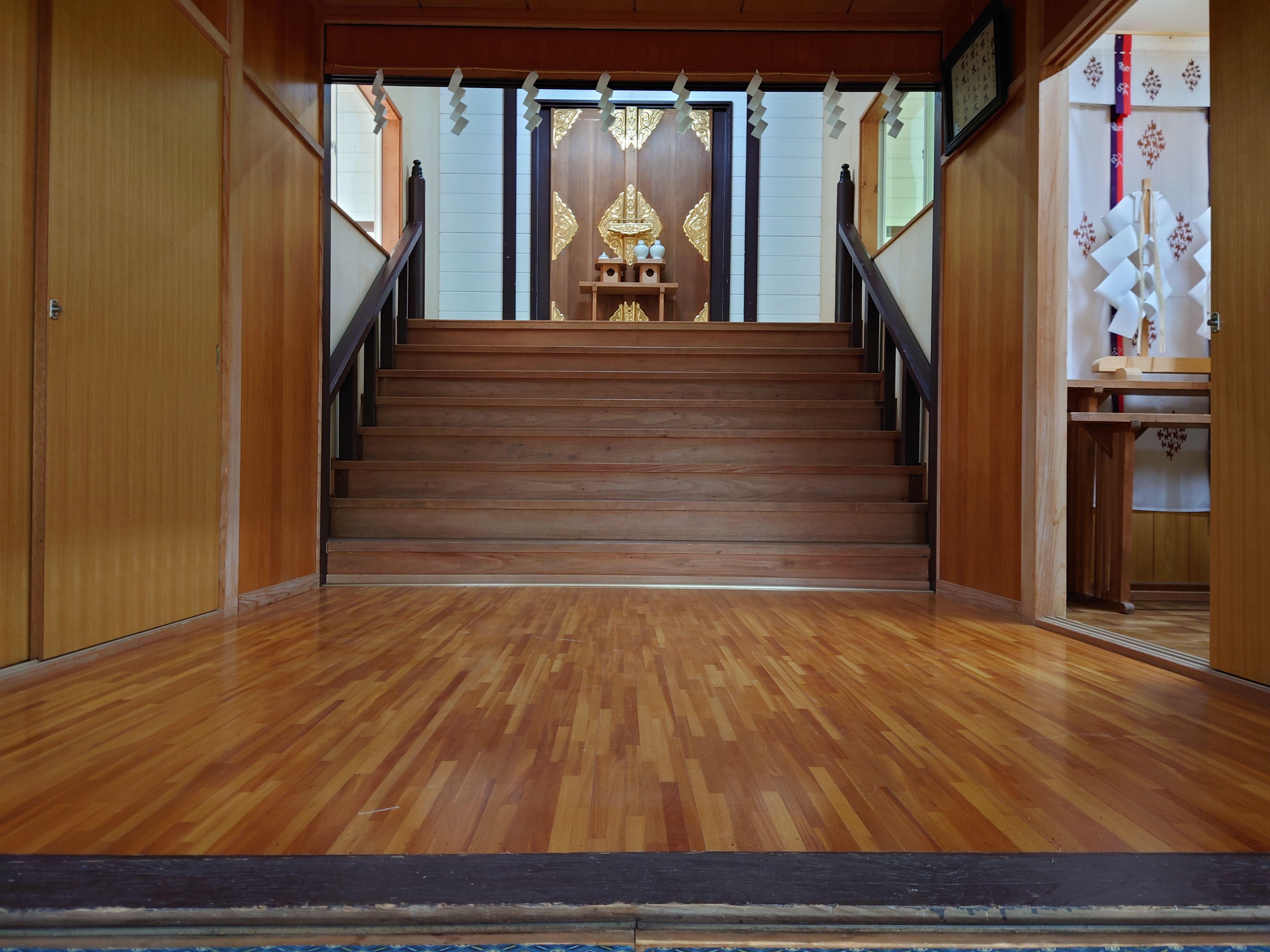
温根湯神社 幣殿内
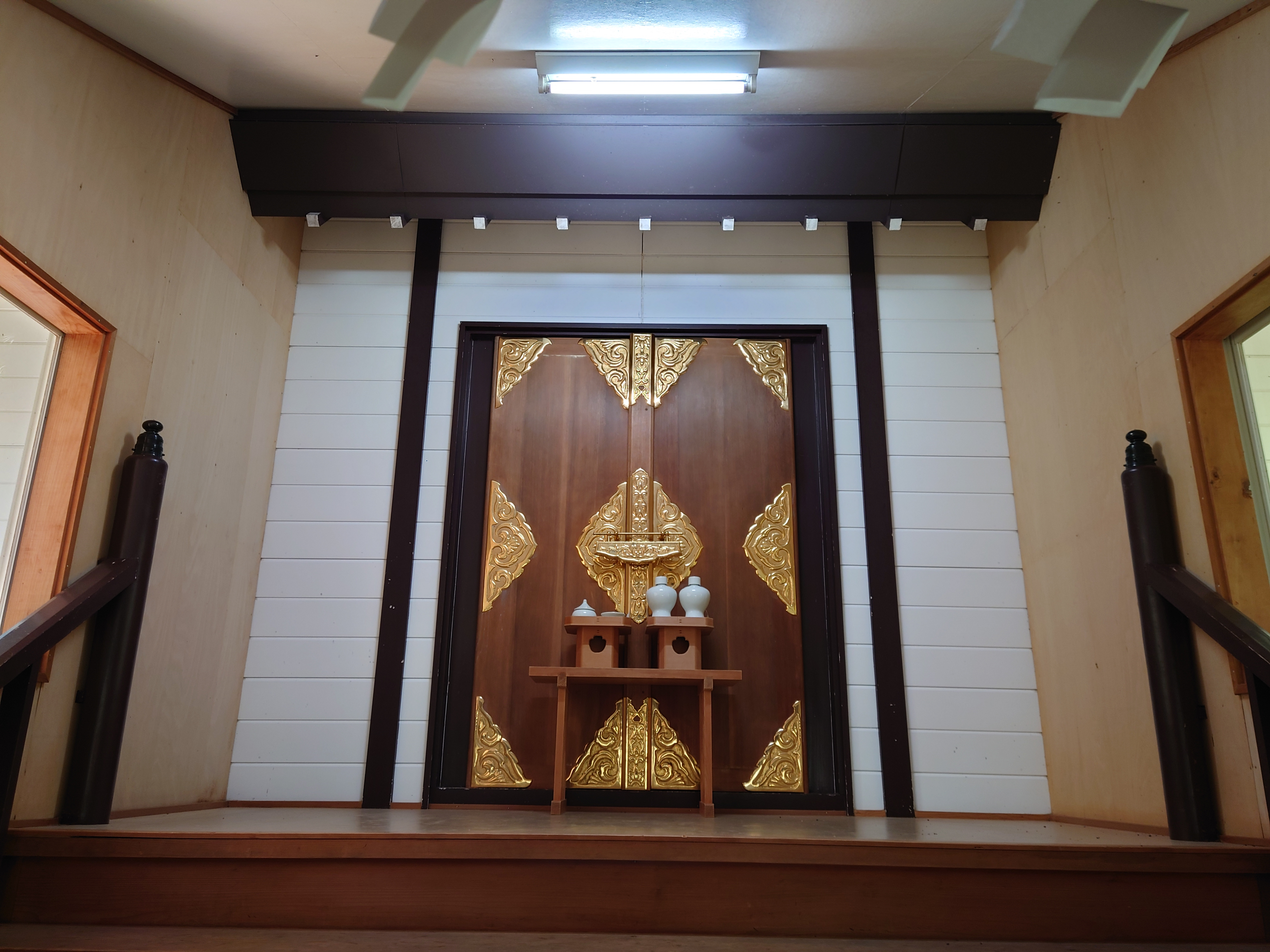
温根湯神社 本殿正面
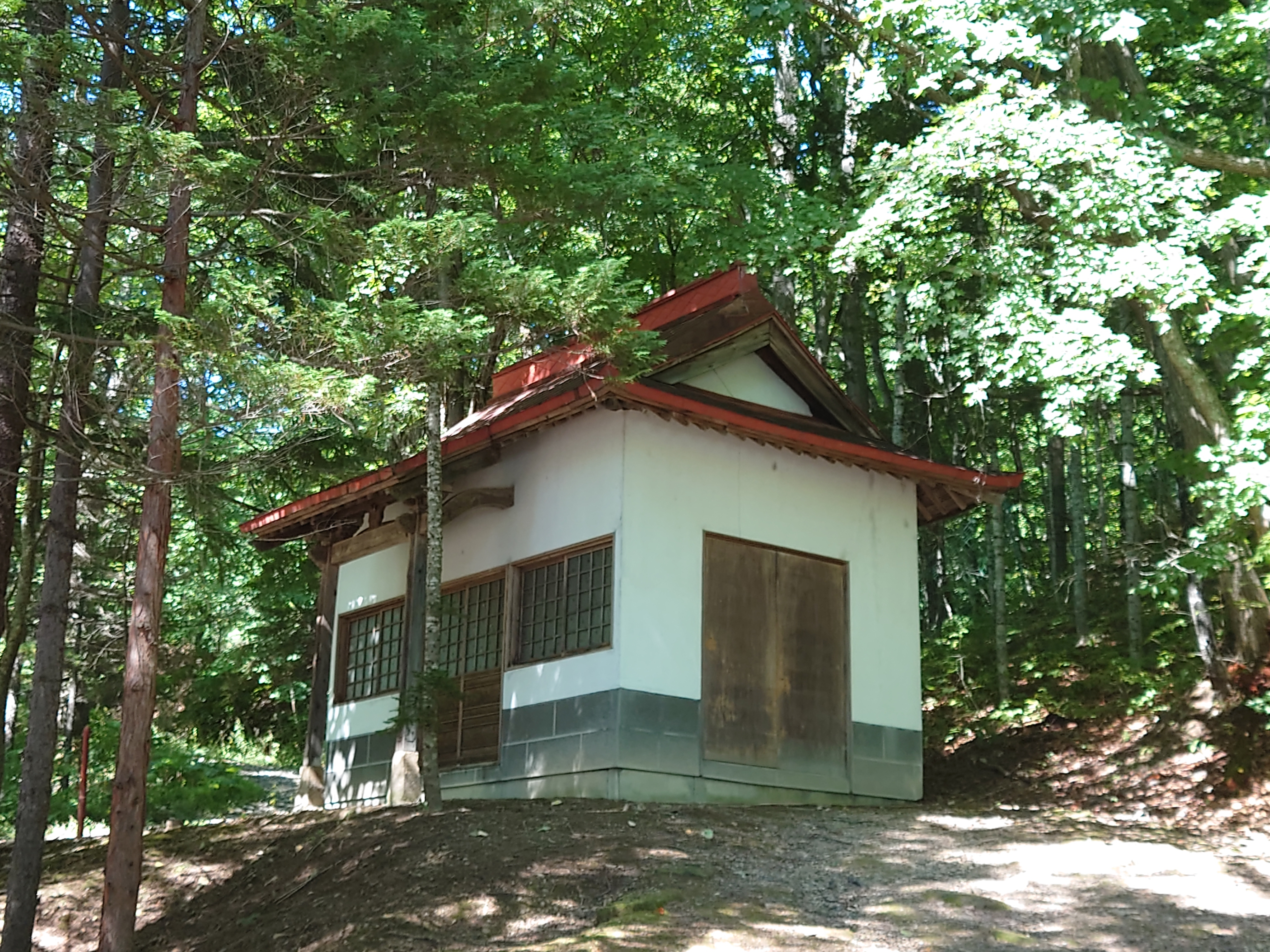
温根湯神社 神輿殿
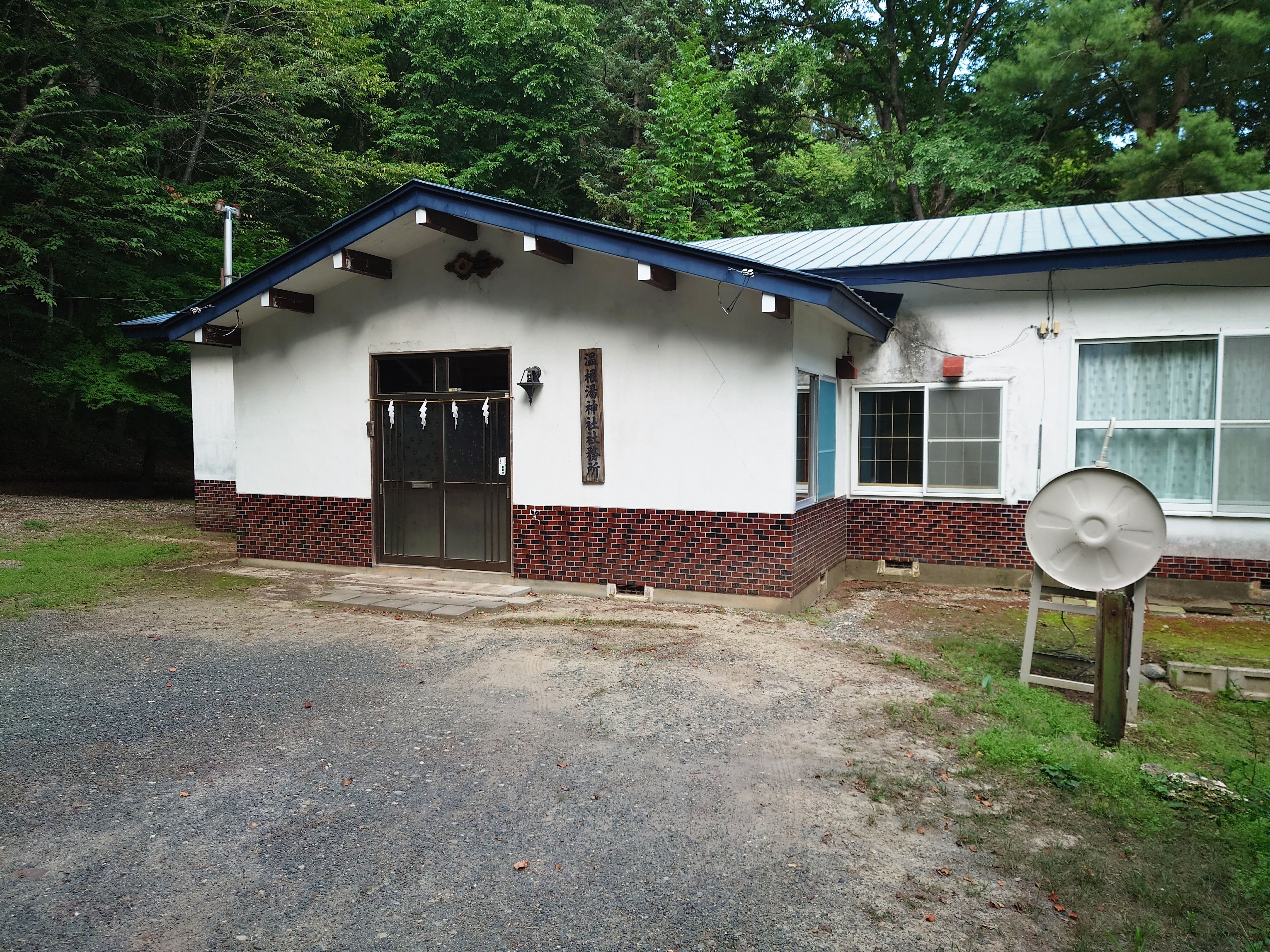
温根湯神社 社務所
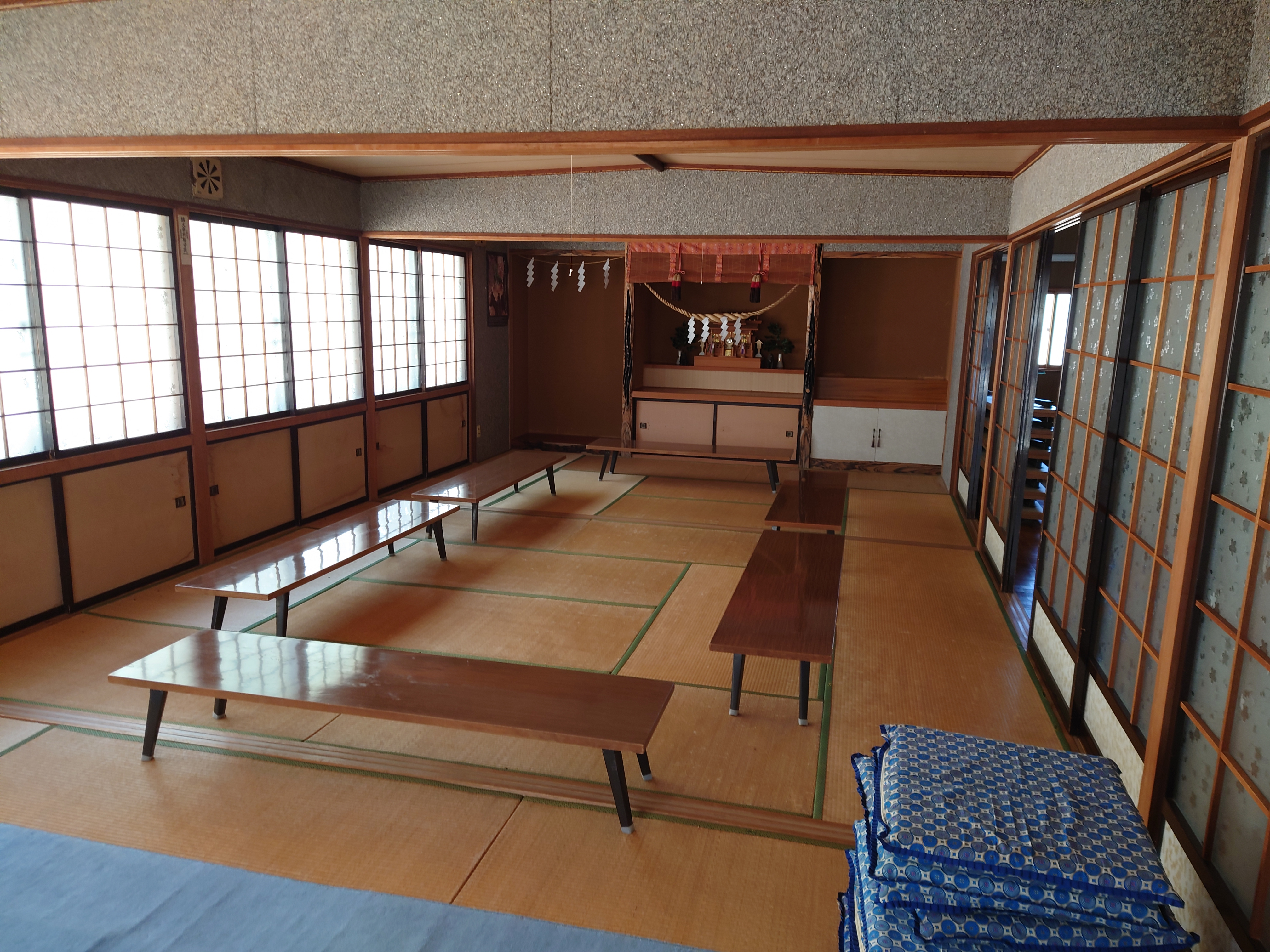
温根湯神社 社務所和室

## 被合祀神社
温根湯神社の本殿に合祀されている神社は、以下の3社。これらの神社で行なわれていた祭典の一部については現在も継続されているものもあるが、いずれも独立した一社の神社としては現存しない。
温根湯温泉神社
- 祭神：大名持大神、少彦名大神
- 創建：1915年（大正4年）
- 合祀：1986年（昭和61年）
- 例祭日：8月8日
- 崇敬者：温泉業者、地域住民

北見総社大山神社
- 別名：北見大山神総社、大山神社北見総社、大山神社
- 祭神：大山祇大神、木花之開耶姫神
- 創建：1918年（大正7年）
- 合祀：1986年（昭和61年）
- 例祭日：7月12日
- 崇敬者：町内林業関係者

八大龍王社
- 祭神：八大龍王（八大龍神）
- 創建：不明（明治末期頃）
- 合祀：2008年（平成20年）
- 例祭日：不明
- 崇敬者：主に大月家

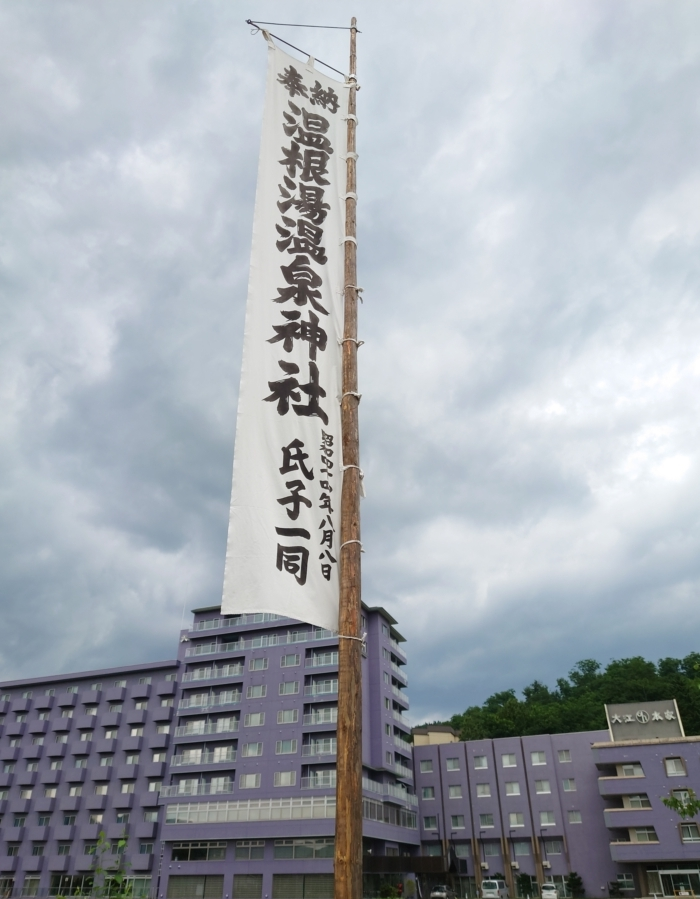
温泉まつりには現在でも「温根湯温泉神社」の幟が立てられる
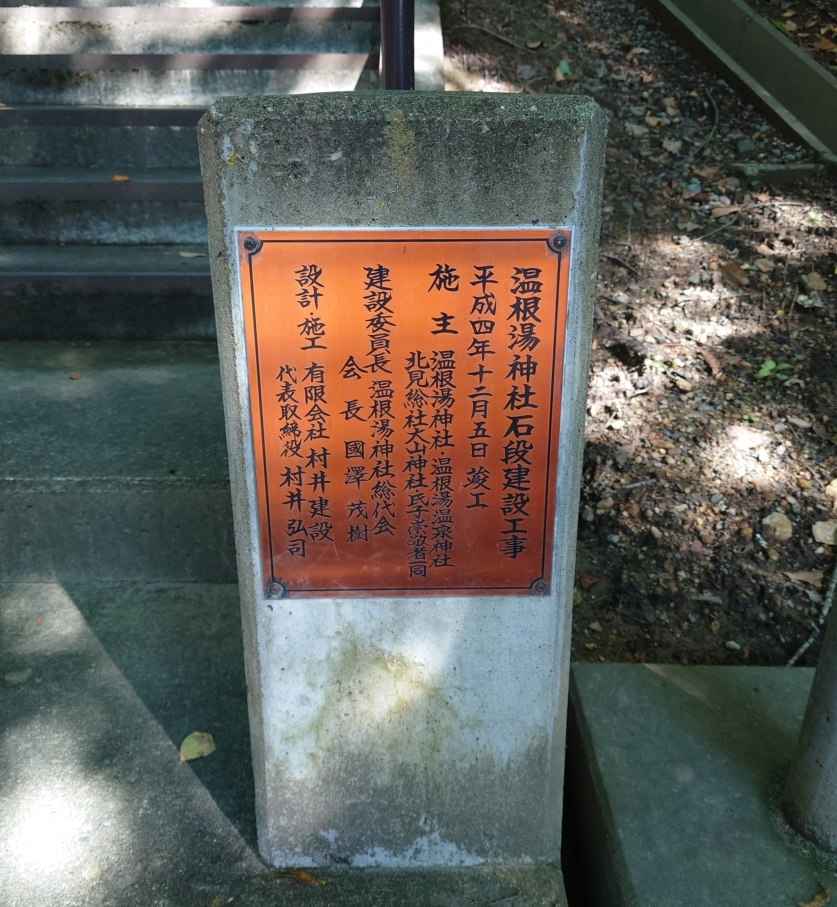
参道石段の銘板には「温根湯神社」と共に、「温根湯温泉神社」「北見総社大山神社」の社名も刻字されている

## 関係団体
- 温根湯神社総代会
- 温根湯神社神徒会（会としては既に正式に解散しており、解散時に所属していた同会員は留辺蘂神社神徒会に転籍したため、実質、留辺蘂神社神徒会に吸収合併されたといえる）

## 交通アクセス
- 北海道北見バス　温根湯・留辺蘂線、北海道北見バス・阿寒バス・道北バス共同運行 高速バス「サンライズ号」（旭川方面・釧路方面行） バス停「温根湯」から徒歩約5分。
- 北海道北見バス　温根湯・留辺蘂線 バス停「温根湯東2条」から徒歩約7分。
- 北海道北見バス　温根湯・留辺蘂線 バス停「温根湯温泉入口」から徒歩約8分。
- 北海道北見バス　温根湯・留辺蘂線 バス停「温根湯スポーツセンター」から徒歩約10分。
- 北海道北見バス　温根湯・留辺蘂線 バス停「道の駅おんねゆ温泉」から徒歩約15分。

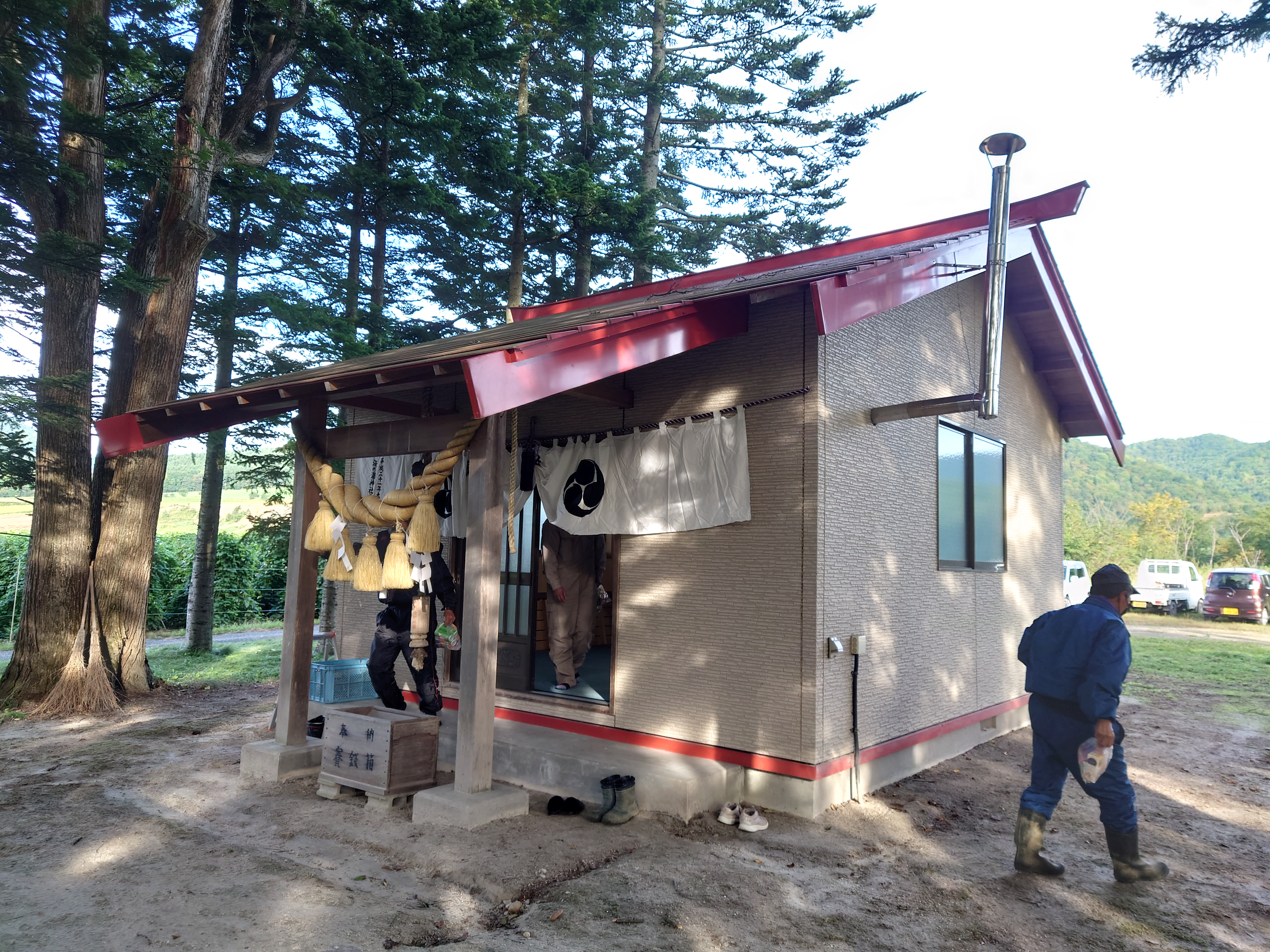
最寄の特急停車駅は、JR北海道 石北本線「留辺蘂駅」。同駅前のバス停「留辺蘂」から、上記の各バス停までは、バスで約20 - 25分。留辺蘂駅前からタクシーで直接温根湯神社に向かう場合は、約15分。
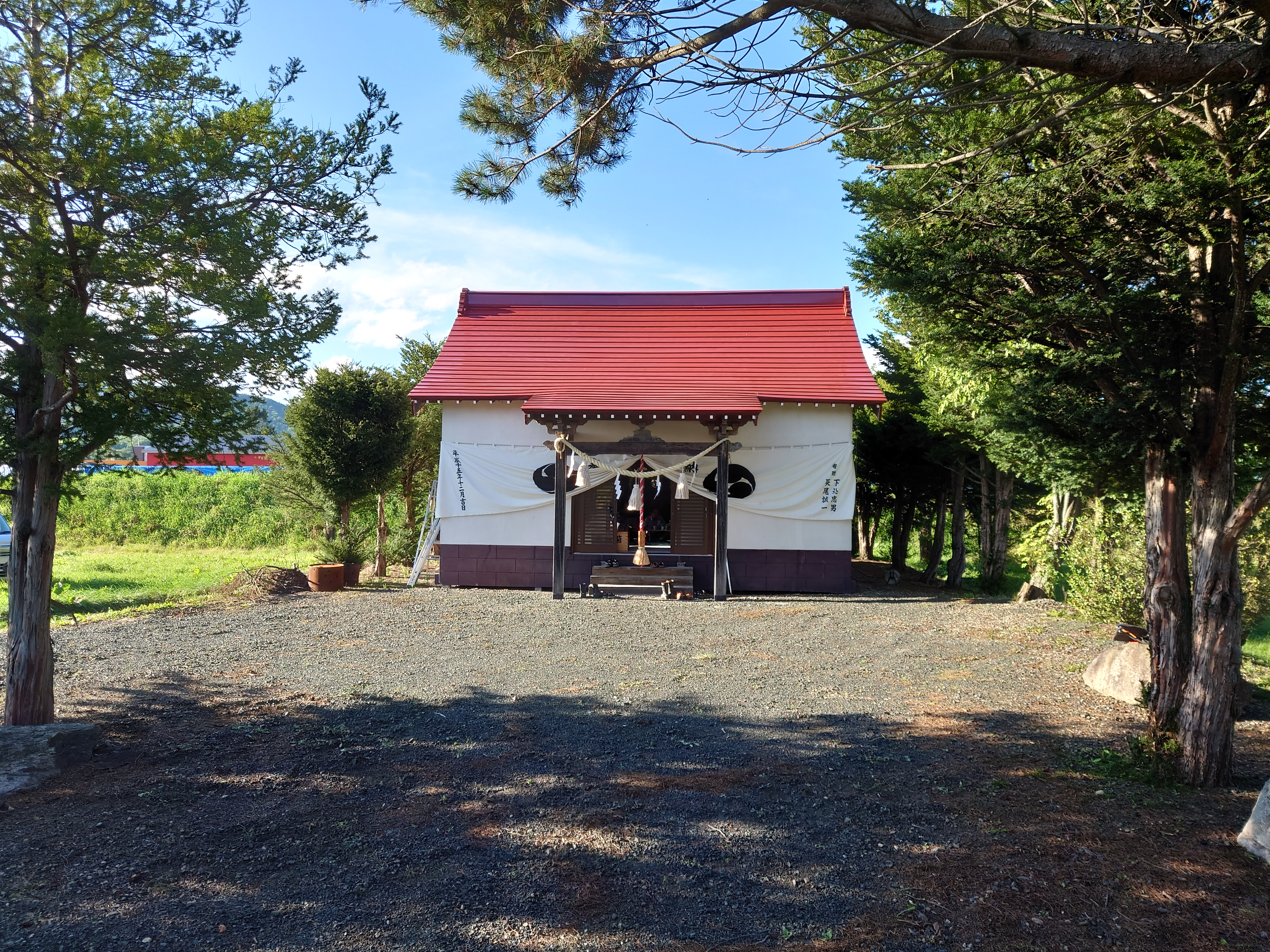
特急停車駅に限定しなければ、温根湯神社の最寄駅は JR北海道 石北本線「西留辺蘂駅」。ただし、同駅からのアクセス状況はあまり良くないので、あえてこの駅から温根湯神社に向かう必然性はない。
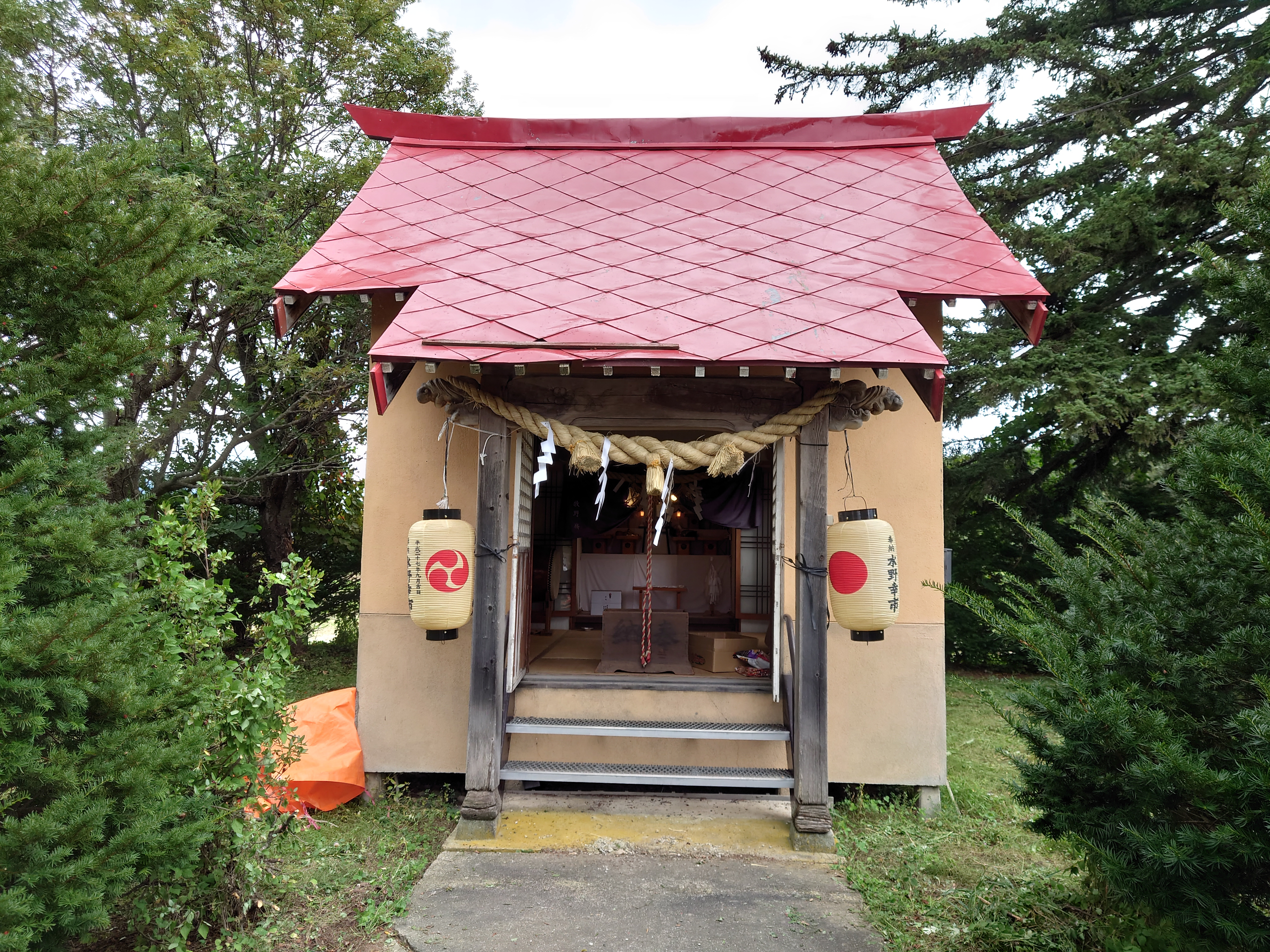
平里神社
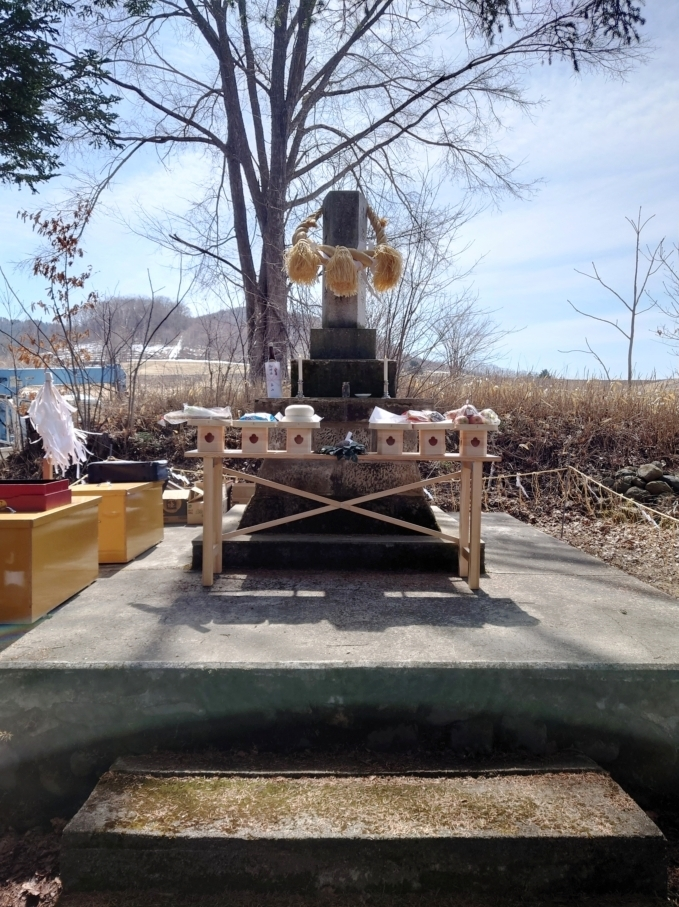
松山地神碑
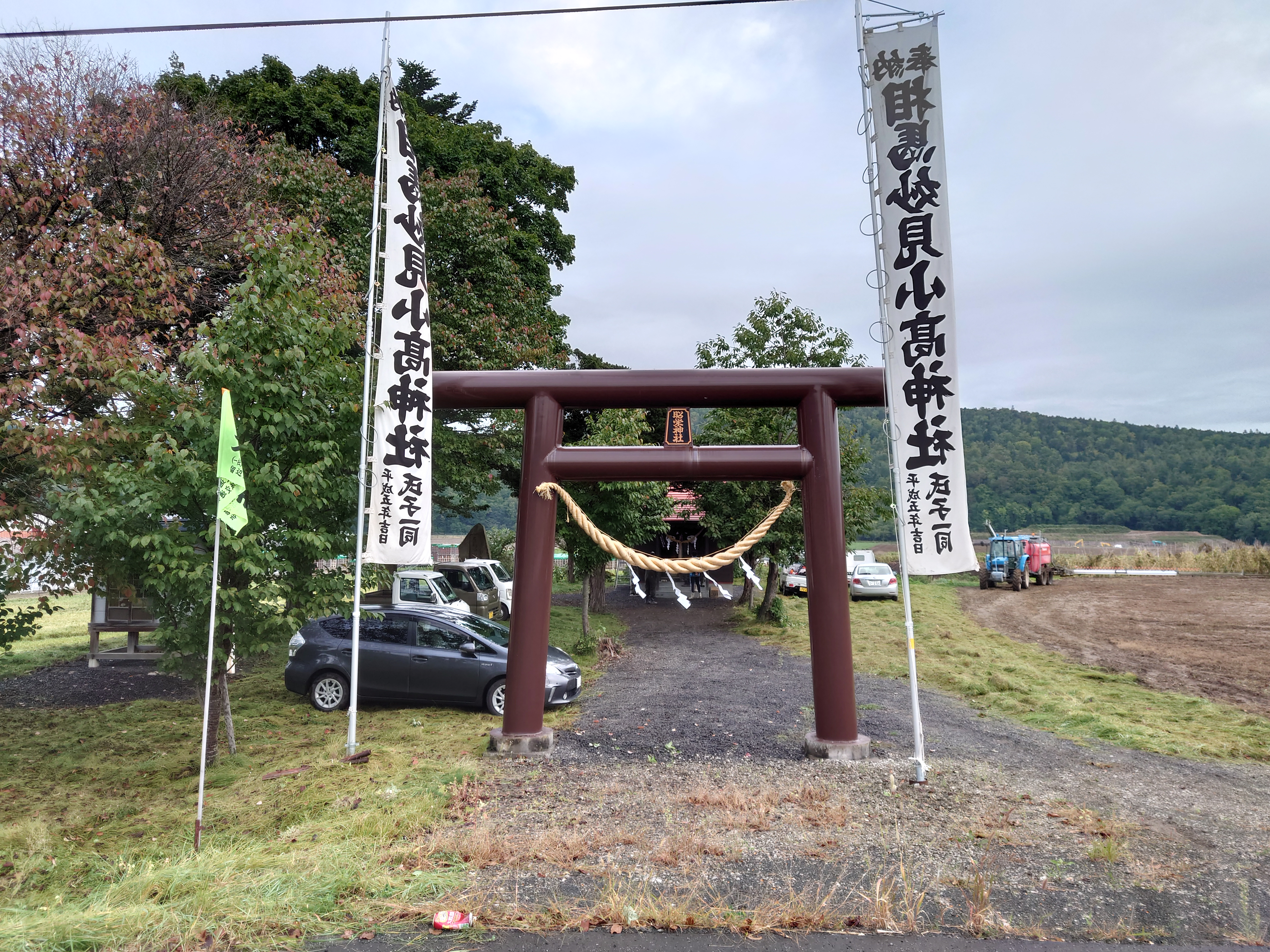
昭栄神社

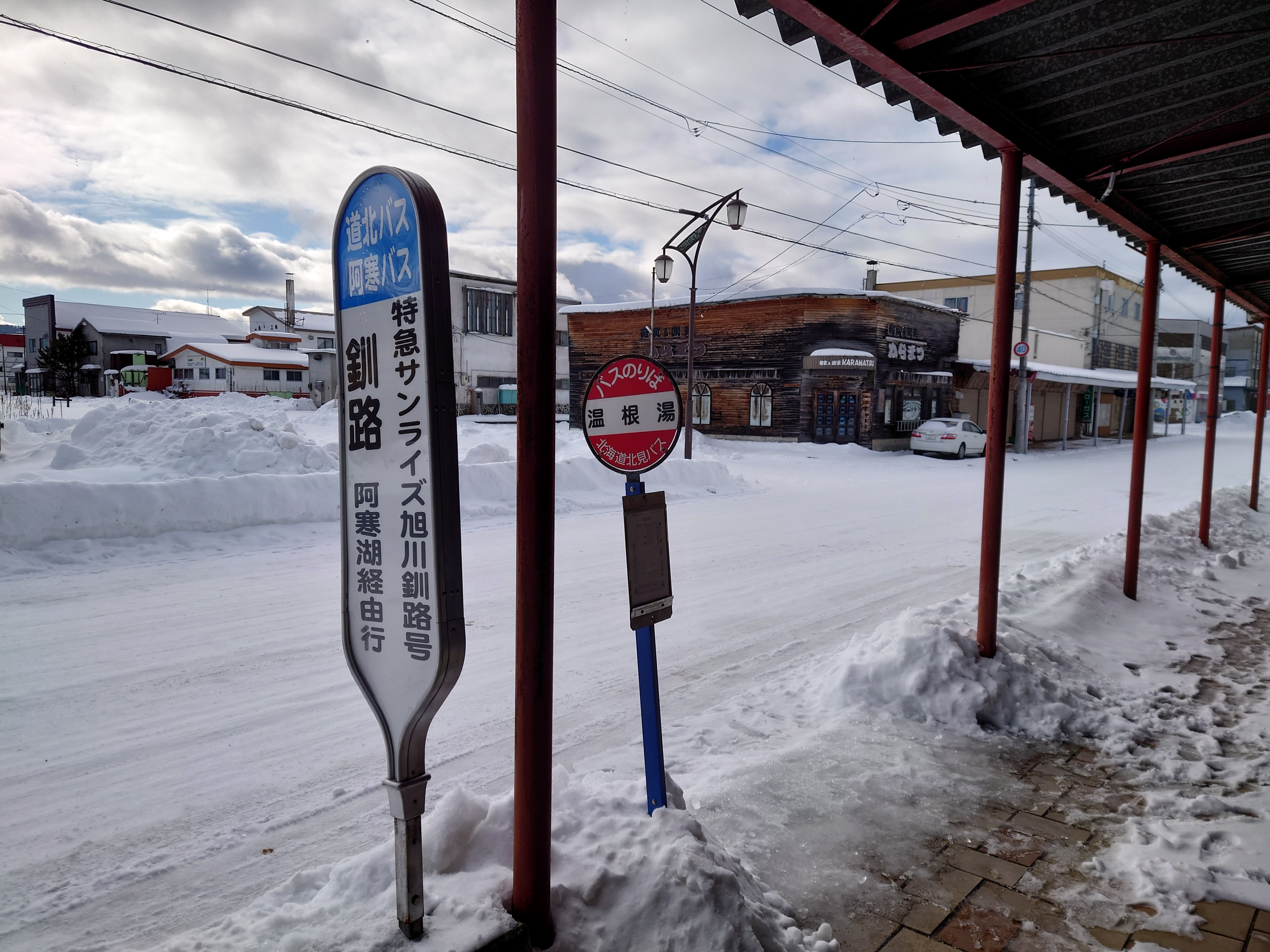
神社最寄のバス停「温根湯」

## 氏子区域内の神社
温根湯神社の神職（温根湯神社は兼務社であるため、実質は、本務社である留辺蘂神社の宮司）
が神明奉仕している、温根湯神社氏子区域内 各集落の神社等は、以下の通り。いずれも法人格を持たず、神職や管理人等も常駐していない所謂 未公認神社であるが、春と秋の年2回、大祭が斎行されている。
滝の湯神社
- 鎮座地：北見市留辺蘂町滝の湯
- 祭神：天照皇大神
- 例祭日：9月24日

大和神社
- 鎮座地：北見市留辺蘂町大和
- 祭神：天照皇大神
- 例祭日：6月15日

平里神社
- 鎮座地：北見市留辺蘂町平里
- 祭神：天照皇大神
- 例祭日：6月15日

松山地神碑（松山神社）
- 鎮座地：北見市留辺蘂町松山
- 創建：1936年（昭和11年）

昭栄神社
- 鎮座地：北見市留辺蘂町昭栄
- 祭神：天照皇大神
- 例祭日：6月15日

- 滝の湯神社
- 大和神社
- 平里神社
- 松山地神碑
- 昭栄神社